# USS Harder (SS-257)
USS Harder (SS-257) – amerykański okręt podwodny typu Gato, pierwszego masowo produkowanego wojennego typu amerykańskich okrętów podwodnych. Dowodzony przez kmdr. por. Samuela Davida Dealeya, został jednym z najsłynniejszych amerykańskich okrętów podwodnych wojny na Pacyfiku, wśród. takich jak USS Wahoo i USS Tang.
Dwukadłubowy okręt o wyporności podwodnej 2400 ton, uzbrojony był w 24 torpedy Mark XIV i Mark 18 wystrzeliwane z dziesięciu wyrzutni torpedowych. Napęd okrętu zapewniały cztery silniki elektryczne zasilane energią z generatorów elektrycznych Diesla. Załoga okrętu w warunkach wojennych składała się z 80 oficerów i marynarzy.
Biorąc aktywny udział w wojnie podwodnej na Pacyfiku, USS „Harder” (SS-257) przeprowadził sześć patroli bojowych, podczas których zatopił szesnaście jednostek japońskich o pojemnościści 54 002 BRT i przeprowadził udane operacje ratunkowe australijskich żołnierzy sił specjalnych oraz zestrzelonych amerykańskich pilotów samolotów pokładowych. Przeprowadzony na Morzu Celebes piąty patrol okrętu, przyniósł największy sukces jednostki w postaci przeprowadzenia tajnej operacji i zatopienia czterech japońskich niszczycieli w ciągu czterech dni, strategicznie zaś – negatywnie wpłynął na japońskie plany admirała Jisaburō Ozawy związane z bitwą na Morzu Filipińskim. Dokonania te sprawiły, że rejs ten stał się jednym z najbardziej legendarnych patroli wojny na Pacyfiku, według niektórych opinii zaś – „najwspanialszym patrolem wojny”.
24 sierpnia 1944 roku okręt został zatopiony wraz z całą załogą niedaleko Pangasinan na Filipinach przez japoński okręt eskortowy CD-22. Zatopienie „Zabójcy Niszczycieli” wywołało szok w amerykańskiej flocie podwodnej porównywalny ze wstrząsem po wcześniejszym zatopieniu USS „Wahoo” (SS-238), a w obcych marynarkach wojennych po zatopieniu Davida Wanklyna na brytyjskim „Upholderze” i Günthera Priena na niemieckim U-47.
Oficjalna komisja JANAC uznała „Harderowi” zatopienie 16 jednostek o łącznej pojemności 54 002 ton, jednak według innych źródeł bilans operacji jednostki wyniósł ponad 20 zatopionych jednostek o pojemności 82 500 ton. USS „Harder” (SS-257) został odznaczony Presidential Unit Citation i sześcioma gwiazdami battle star, zaś jego dowódca otrzymał pośmiertnie Medal Honoru – najwyższe amerykańskie odznaczenie wojskowe.

## Budowa i konstrukcja
USS „Harder” był przedstawicielem pierwszego w Stanach Zjednoczonych masowo produkowanego wojennego typu okrętów podwodnych, zaprojektowany został jednak w ostatnim przedwojennym programie badawczo-rozwojowym fleet submarines – dużych jednostek zdolnych do towarzyszenia nawodnym zespołom floty. Zakładano, że fleet submarine będzie okrętem, który przede wszystkim będzie wypełniać zadania defensywne i obserwacyjne, atakować miał dopiero wówczas, gdyby zaistniały okoliczności temu sprzyjające – aby „zmiękczyć” przeciwnika i ułatwić ostateczny atak ze strony amerykańskich krążowników i pancerników. „Harder” był jednym z okrętów, o budowie których biuro Szefa Operacji Morskich (Office of the Chief of Naval Operations – OpNav) zdecydowało pod wpływem szoku wywołanego upadkiem Francji i zajęciem przez wojska III Rzeszy większości Zachodniej Europy. Marynarka amerykańska wykazała się w tym przypadku daleko idącą dalekowzrocznością, przewidując, iż w razie wojny na Pacyfiku niezbędne będą okręty znacznie nowocześniejsze pod każdym względem niż stanowiące dotąd trzon amerykańskiej floty podwodnej okręty typu S.
Rozpoczętą 1 grudnia 1941 roku budowę okrętu na pochylni stoczni Electric Boat w Groton w stanie Connecticut, ukończono wodowaniem 19 sierpnia 1942 roku, po czym jednostka weszła do służby 2 grudnia 1942 roku z radiowym sygnałem wywoławczym NAN-ABLE-LOVE-ABLE. Okręt był jednym z 77 zbudowanych jednostek Gato. Jego kadłub zbudowany był z walcowanych blach stalowych o grubości 11/16 cala, co odpowiadało 17,5 milimetra i pozwalało bezpiecznie zanurzać się na głębokość 312 stóp. Przedwojenny standard zanurzenia testowego wynosił w marynarce amerykańskiej 250 stóp (76 metrów), jednak w celu zwiększenia możliwości zanurzenia do 300 stóp (91 metrów), kadłub jednostek typu Gato został wzmocniony, maszynownia zaś została podzielona za pomocą wodoszczelnych grodzi na dwie sekcje. W razie nagłej potrzeby, na przykład w celu uniknięcia nieprzyjacielskiego ataku, okręt mógł teoretycznie bezpiecznie zanurzyć się na głębokość 450 stóp (137 metrów).
Częściowo dwukadłubowy okręt miał całkowitą długość 95,02 metra oraz 8,31 metra szerokości, wyporność podwodną 2415 ton standardowych (2460 ton metrycznych) oraz 1526 ton wyporności na powierzchni.

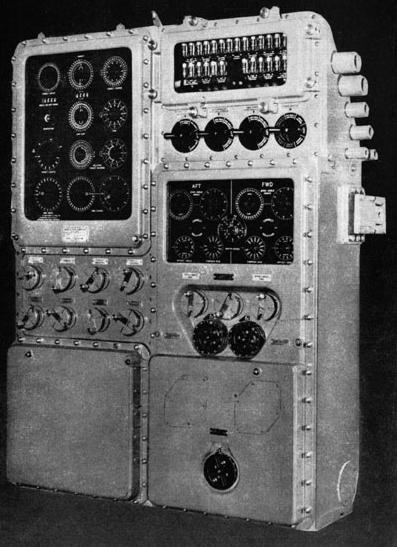
Torpedo Data Computer Mk 3

Okręt wyposażony był w silne uzbrojenie torpedowe składające się z 6 dziobowych i 4 rufowych wyrzutni torpedowych z 24 torpedami kalibru 533 mm Mk. XIV, a następnie Mk. 18, kontrolowanymi przez elektromechaniczny komputer kontroli ognia Torpedo Data Computer Mark III. Torpedo Data Computer (TDC), automatycznie wyliczał kurs nieprzyjacielskiej jednostki w relacji do kursu okrętu podwodnego oraz obliczał i ustawiał kąt żyroskopów torped właściwy do przechwycenia wyznaczonego torpedzie celu. Komputer torpedowy zapewniał również ciągłe zobrazowanie relatywnej pozycji celu względem okrętu. TDC mógł czerpać dane ze wskazań sonaru, peryskopu lub układu TBT (Torpedo-Bearing-Transmiter). Dzięki jego zastosowaniu dowódca okrętu nie stał wobec konieczności ustawicznego samodzielnego wykonywania niezbędnych do ataku obliczeń. Torpedo Data Computer na bieżąco wykonywał obliczenia uwzględniające zmiany kursu, pozycji oraz kąta względem siebie okrętu oraz jego celu. Po dokonaniu obliczeń (bądź ich aktualizacji) komputer odrębnie programował żyroskopy każdej z torped wystrzeliwanej salwy, co umożliwiało jednoczesne atakowanie wielu celów kilkoma torpedami, bez konieczności celowania całym okrętem, tj. umożliwiał atakowanie celów przy możliwości ustawienia w tym czasie okrętu w dowolnym kierunku. Okręt wyposażony był w Torpedo-Bearing-Transmiter (TBT), będący odpowiednikiem niemieckiego systemu UZO. Był to system przeznaczony do przeprowadzania nocnych ataków na powierzchni. Służąca do obserwacji powierzchni lornetka przytwierdzona była do podstawy. Po wykryciu za jej pomocą celu, obserwator wciskał umieszczony tam przycisk, co powodowało automatyczny odczyt namiaru w centrali bojowej okrętu. System ten nie był tak dopracowany jak jego niemiecki odpowiednik, jednak w połączeniu ze znakomitym jak na ówczesne standardy radarem zapewniał niezbędną do sprawnego wykonania ataku precyzję obliczeń.
Dzięki konstrukcyjnemu powiększeniu pomocniczych zbiorników balastowych (względem projektów wcześniejszych typów), uzyskano kompensację wagi 24 torped lub 40 min, które mógł przenosić okręt. Uzbrojenie okrętu uzupełniało jedno działo kalibru 76 mm i karabiny maszynowe kal. 7,62 i 12,7 mm. Zestaw sensorów stanowiły radar przeszukiwania powierzchni SJ oraz przestrzeni powietrznej SD, a także sonar JP z hydrofonem umieszczonym na pokładzie JK/QC i QB pod dziobem.

### Układ napędowy
Układ napędowy USS „Harder” tworzyły cztery wysokoobrotowe silniki elektryczne Allis-Chalmers o łącznej mocy 2740 shp (2,0 MW), z których każdy zapewniał 685 hp, za pośrednictwem reduktora mechanicznego napędzające dwa wały napędowe ze śrubami. Silniki zasilane były energią z dwóch akumulatorów elektrycznych po 126 ogniw każdy. W trakcie rejsu na powierzchni akumulatory zasilające silniki elektryczne napędzające okręt ładowane były przez 4 dieslowskie wysokoobrotowe generatory elektryczne H.O.R. Wojenna pojemność baterii wynosiła 2 × 9300 amperogodzin. Tak skonfigurowany napęd okrętu zapewniał mu prędkość 20,25 węzła na powierzchni i 8,75 węzła w zanurzeniu oraz maksymalny czas przebywania w zanurzeniu wynoszący 48 godzin przy prędkości 2 węzłów. Opracowane na podstawie licencyjnego projektu niemieckiego przedsiębiorstwa MAN silniki H.O.R., były odpowiedzią na potrzebę zapewnienia amerykańskim okrętom lekkiej jednostki energetycznej o dużej mocy. Były jednak bardzo zawodne i awaryjne, toteż na żądanie admirała Charlesa Lockwooda, na przełomie lat 1943–1944, zostały w Mare Island wymienione na jednostki Winton wraz z jednostkami napędowymi 19 innych okrętów wyposażonych w produkt firmy Hooven-Owens-Rentschler. Układ ten uzupełniała pomocnicza maszynownia z silnikiem elektrycznym o mocy 300 kw, służąca do manewrów w porcie lub do umożliwienia jednostce powrotu do bazy w razie awarii napędu głównego.
Zbiorniki paliwa mieściły 97 140 galonów – co umożliwiało przepłynięcie na powierzchni 11 000 mil morskich przy prędkości 10 węzłów. Jednak w czasie wojny, dzięki wykorzystaniu innych zbiorników, okręt mógł zabrać 116 000 galonów (440 tys. litrów). Jako okręt typu Gato, mógł zostać zatankowany większą od poprzedników ilością paliwa, co pozwoliło na przedłużenie typowego patrolu do 75 dni, bądź przepłynięcie bez dodatkowego tankowania nawet 20 000 mil morskich. W związku z oryginalnym przeznaczeniem okrętów typu Gato do roli fleet submarine, czyli jednostek współdziałających z dużymi zespołami nawodnymi floty, USS „Harder” doskonale pływał na powierzchni morza, manewrował zaś w wynurzeniu znacznie lepiej niż w zanurzeniu – był to w rzeczywistości okręt nawodny wyposażony w dodatkową możliwość zanurzania się. Architektura okrętowa umożliwiała jednostce całkowite zanurzenie w czasie krótszym niż 45 sekund. Był to gorszy rezultat, niż w analogicznych konstrukcjach brytyjskich i niemieckich, a nawet w starszych amerykańskich jednostkach typu Tambor, w marynarce amerykańskiej generalnie uznawano jednak taką szybkość zanurzenia za wystarczającą.

### Warunki socjalne
Okręt wyposażony był w prycze dla 77 członków załogi, w tym oficerów. Blisko trzydziestu załogantów spało w dziobowych i rufowych przedziałach torpedowych, natomiast trzydziestu sześciu marynarzy dzieliło przedział za bateriami okrętu. Warunki socjalne w „Harderze” można było nazwać luksusowymi w porównaniu do okrętów tej klasy w zagranicznych flotach, a także do wcześniejszej podstawowej amerykańskiej serii okrętów typu S. Okręt wyposażony był nie tylko w system klimatyzacji wnętrza, lecz także w maszyny do lodów, gramofon, projektor filmowy, lodówkę do przechowywania świeżej żywności, bardzo dobrze wyposażony kambuz, osobną mesę ze stołami i prysznice. Wśród niektórych wyższych oficerów amerykańskiej marynarki starszego pokolenia, tak dobre „hotelowe” warunki budziły sprzeciw. Były one jednak podyktowane względami czysto praktycznymi, nie zaś luksusem. W warunkach Pacyfiku, bez układu kontroli temperatury wewnątrz jednostki, w zanurzonym okręcie temperatura szybko wzrosłaby do ponad 38 °C. Wraz ze stuprocentową wilgotnością powietrza, w zetknięciu się z zimnym kadłubem wywoływałoby to „pocenie się” stali, co mogłoby być niebezpieczne dla znajdujących się w okręcie urządzeń elektrycznych. Nie bez znaczenia był także wpływ temperatury na kondycję fizyczną i psychiczną załogi, a w konsekwencji także na jej sprawność bojową.
Chociaż okręty amerykańskie były oficjalnie „suche”, na okręcie zawsze znajdowała się niewielka ilość whisky, przewidziana dla odprężenia załogi, po przeżytym ataku bombami głębinowymi. Z uwagi na charakter służby, rutynowy rozkład posiłków podczas patrolu obejmował całą dobę – o godzinie 7:30 rano podawano śniadanie, obiad o 11:30, o godzinie 4 po południu serwowano zupę, o 6:00 wieczorem zaś, kolację. O godzinie 11:00 wieczorem oraz o 30 minut po północy ponownie podawano zupę dla wciąż aktywnych członków załogi. Każdemu z członków załogi przysługiwało prawo zapalenia papierosa po każdym posiłku.
W miarę postępów budowy „Hardera” w Groton, kompletowano też załogę jednostki. Zgodnie z wojennym standardem jednostek typu Gato, załoga „Hardera” składała się z 80 oficerów i marynarzy. Dowództwo okrętu objął komandor porucznik Samuel David Dealey.

### Symbolika okrętu

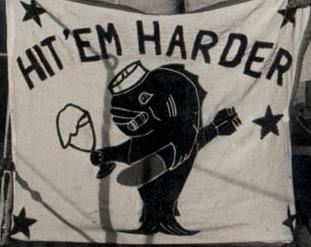
Proporzec ‘Hit ‘em harder’.

Jak wszystkie amerykańskie fleet submarines, okręt nosił nazwę ryby; w tym przypadku rodzaju Liza gatunku Liza richardsonii, w języku angielskim często zwaną harder mullet bądź po prostu harder. Jest to mała ryba z rodziny mugilowatych żyjąca w wodach południowej Afryki, daleka od skojarzeń z drapieżnikiem, z jakim kojarzy się okręt podwodny. Jeden z członków załogi, Tom Buckner, zaprojektował proporzec bojowy okrętu, przedstawiający zielonego delfina w przekrzywionej czapce marynarskiej, stojącego na swojej płetwie ogonowej. W kąciku pyska delfina umieścił cygaro, prawa zaś płetwa trzyma puchar ze spienionym piwem. Jedyną aluzją do zabójczego potencjału okrętu była trzymana w lewej płetwie torpeda, nad delfinem zaś umieszczona była dewiza okrętu brzmiąca „Hit 'Em Harder”. Oczywiste nawiązanie w dewizie do nazwy okrętu, wprowadza jednocześnie element gry słów, dzięki której dewiza nabiera znaczenia „Uderz ich mocniej”. Po sukcesie piątego patrolu okrętu, dewiza używana była też w zmodyfikowanej formie „Hit 'Em Harder Again” (uderz ich mocniej znowu).

## Samuel Dealey
Cdr Samuel David Dealey (komandor porucznik) urodził się 13 września 1906 roku w prominentnej rodzinie teksańskiej. W 1925 roku wstąpił do akademii marynarki wojennej w Annapolis. Z powodu słabych wyników w nauce z zakresu matematyki i chemii, zmuszony został do opuszczenia uczelni, do której jednak powrócił już rok później i ukończył ją w 1930 roku.
Przed objęciem dowództwa USS „Harder”, Samuel Dealey pełnił służbę na kilku jednostkach, zaczynając od pancernika USS „Nevada” (BB-36), motywowany jednak perspektywą spędzania większej ilości czasu z rodziną oraz zwiększenia poborów, w 1934 roku złożył wniosek o wstąpienie do szkoły okrętów podwodnych w New London. Po jej ukończeniu został skierowany na Hawaje, gdzie służył na kilku okrętach podwodnych. 5 kwietnia 1940 roku zameldował się jako zastępca dowódcy niszczyciela USS „Reuben James” (DD-245), który 31 października 1941 roku, kilka miesięcy po opuszczeniu jednostki przez Dealeya, został pierwszym zatopionym w II wojnie światowej okrętem amerykańskim.

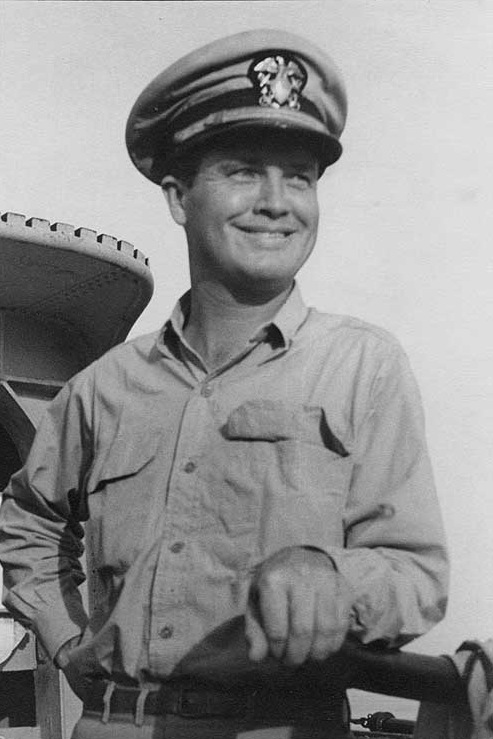
Samuel David Dealey

Wiosną 1941 roku Samuel Dealey objął dowództwo swojego pierwszego okrętu podwodnego – USS S-20 (SS-125). Okręt, operując z New London, uczestniczył w testach i szkoleniach u wybrzeży Nowej Anglii. W lipcu 1942 roku Samuel Dealey został przeniesiony jako przyszły dowódca okrętu (PCO – Prospective Commanding Officer) na nowy okręt podwodny USS „Harder” (SS-257), budowany w stoczni Electric Boat w Groton. Jeszcze przed wybuchem wojny Dealey rozważał rozbrat z marynarką i powrót do Teksasu, bowiem swoją służbę, choć była bez skazy, uważał za nijaką. Co gorsza, w związku z jego koneksjami rodzinnymi, niektórzy widzieli w nim nawet dyletanta. Także jego przydział na „Hardera” był w większej mierze rezultatem niedostatecznej liczby dowódców okrętów podwodnych niż jego osobistych zalet.
Dealey dużą część swoich późniejszych sukcesów, jak sam twierdził, zawdzięczał swoim oficerom – Frankowi Lynchowi i Samuelowi Loganowi. „Z tymi dwoma ludźmi napędzającymi mnie przez cały czas, nie pozostawało nic innego jak tylko działać.” Obaj byli jednymi z tych członków załogi, którzy służyli na „Harderze” od jego przyjęcia do służby. Ważący 90 kilogramów Frank Lynch grał w drużynie futbolowej marynarki amerykańskiej. Jego potężna postura zaskarbiła mu przezwisko „Tiny” (malutki). W okresie budowy okrętu Lynch brał udział w rekrutacji wielu członków załogi. Podczas dwóch pierwszych patroli „Hardera” służył jako oficer zanurzenia. Dealey z uznaniem wyrażał się o jego zimnym profesjonalizmie podczas ciężkiego ataku bombami głębinowym w trakcie drugiego patrolu. Począwszy od trzeciego patrolu Lynch pełnił funkcję zastępcy dowódcy okrętu, po opuszczeniu tego stanowiska przez Jacka Maurera. Na pokładzie okrętu dał się poznać jako niezwykle inteligentny i pracowity oficer, wielu też wróżyło mu znakomitą karierę w marynarce, ze stanowiskiem szefa operacji morskich włącznie.
Zupełnie inną osobowość prezentował Samuel Logan, który był sztywny, choć nie pozbawiony poczucia humoru. Logan był przede wszystkim jednak znakomitym matematykiem. W 1942 roku ukończył akademię marynarki z pierwszą lokatą na roku i pod pokładem „Hardera” kompensował braki w tej dziedzinie u Dealeya. Po ukończeniu akademii Logan skończył z pierwszą lokatą także szkołę okrętów podwodnych. Ponieważ ukończenie szkoły z takim wynikiem zapewniało możliwość dowolnego wyboru przydziału służbowego, Logan wybrał przydział na nowo budowany USS „Harder”, gdzie z uwagi na jego zdolności matematyczne otrzymał kluczową funkcję operatora Torpedo Data Computer, zwykle zarezerwowaną dla bardziej doświadczonych oficerów. Zdaniem byłego oficera okrętów podwodnych, później historyka marynarki Edwarda Beacha, dobry ekspert w obsłudze TDC warty był tyle złota, ile ważył, a Logan szybko zaskarbił sobie opinię najlepszego w całej flocie specjalisty w tym zakresie.
Dealey, Lynch i Logan, tworzyli razem znakomicie współdziałający zespół, który dysponował wszelkimi umiejętnościami oraz instynktem niezbędnym do prowadzenia z sukcesem podwodnych działań bojowych; byli także w stanie utrzymywać na wysokim poziomie morale całej załogi.

## Pearl Harbor
Załoga „Hardera” rozpoczęła swój trening w estuarium Long Island Sound. Okręt cumował w tym czasie około 6,5 kilometra w górę rzeki Thames, wypływając z niej, musiał przepłynąć pod mostami kolejowymi i drogowymi łączącymi New London z Groton w Connecticut. Mosty zwodzone, pod którymi przepływały okręty, powinny być podnoszone na czas ich przejścia, jednak okręty podwodne najczęściej nieco zanurzały się, przechodząc pod nimi. W grudniu 1942 roku taka operacja jednak nie powiodła się w przypadku „Hardera”. Gdy okręt miał przejść pod jednym z mostów, do przedziału maszynowego okrętu dostała się woda, przez co jednostka zaczęła tonąć. Co gorsza, woda spowodowała wyłączenie silników oraz wywołała zwarcia w przedziale manewrowym. Zanim jednak „Harder” zatonął całkowicie, załoga zdążyła wydmuchać wodę z głównych zbiorników balastowych, co uratowało okręt.
W niedzielę 26 kwietnia 1943 roku „Harder” rozpoczął swoją podróż na Pacyfik, wychodząc z New London, przez Kanał Panamski do Honolulu na Hawajach. Tydzień po opuszczeniu Connecticut, gdy okręt przechodził przez Karaiby, obserwatorzy na mostku okrętu dostrzegli patrolujący samolot bombowy Consolidated PBY Catalina w odległości 4,5 kilometra. Obsada mostka dawała pilotom sygnały świetlne za pomocą lampy Aldisa, jednak mimo że okręt przechodził wyznaczonym „bezpiecznym korytarzem”, samolot odpowiedział ogniem z broni maszynowej, jego załoga wzięła bowiem światła lampy sygnałowej za błyski oddawanych w jej kierunku strzałów. Mimo natychmiastowego zanurzenia awaryjnego okrętu Catalina zdołała zrzucić bombę na tyle blisko okrętu, że eksplozja wstrząsnęła „Harderem”. Druga zrzucona bomba eksplodowała w większej odległości. Przypadki ognia bratobójczego nie należały bynajmniej do rzadkości. W wyniku jednego z nich, 12 października 1943 roku operujący z Guantanamo na Kubie PBM Mariner prawdopodobnie zatopił USS „Dorado” (SS-248). Bombardowania przez własne samoloty nie uniknęły także USS „Grayling”, „Tuna”, „Gudgeon”, „Albacore” i wiele innych amerykańskich okrętów podwodnych. Ostatecznie jednak, 23 maja 1943 roku „Harder” bezpiecznie zawinął do bazy Pearl Harbor, gdzie został przywitany przez dowódcę całości sił podwodnych Floty Pacyfiku admirała Charlesa Lockwooda w towarzystwie miejscowych dygnitarzy i orkiestry wojskowej.

### Pierwszy patrol
Następnych kilka dni okręt spędził w suchym doku ARD-1, gdzie wypolerowano jego śruby, dno oczyszczono przy użyciu węży ciśnieniowych, kadłub zaś pomalowano. Załoga czas spędzała na ćwiczeniach, m.in. symulując ataki w zanurzeniu oraz odpalanie torped ćwiczebnych. Ostatecznie 7 czerwca 1943 roku, dwa tygodnie po przybyciu do Pearl Harbor, „Harder” wyszedł na swój pierwszy patrol wojenny. Okręt nawodny eskortował jednostkę Dealeya aż do świtu, po czym pożegnał się z nim tradycyjnym sygnałem „Powodzenia i udanego polowania”.
Swój pierwszy sprawdzian bojowy USS „Harder” (SS-257) miał odbyć na wodach japońskich, u wybrzeży Honsiu. 21 czerwca 1943 roku na wschód od Daiozaki, okręt Dealeya storpedował i uszkodził „Kyoei Maru Nr 3” o pojemności 1189 BRT. Dwa dni później podobny los spotkał transportowiec wodnosamolotów „Sagara Maru” o pojemności 7189 BRT, gdy z czterech wystrzelonych w jego kierunku torped jedna trafiła statek i uszkodziła go, a japońska załoga w celu ratowania jednostki wyrzuciła go na brzeg. Tam 4 lipca został dobity dwiema torpedami przez USS „Pompano” (SS-181).
22 czerwca miał jednak miejsce wypadek, który mógł zakończyć się tragicznie dla załogi okrętu. 21 czerwca „Harder” zbliżył się do Honsiu na tak niewielką odległość, że jak opisał to Dealey, załoga okrętu czuła zapach przypominający drzewo kamforowe i eukaliptusy. Po zaatakowaniu tego dnia zespołu dwóch statków, we wczesnych godzinach rannych 22 czerwca okręt został zaatakowany bombami głębinowymi, skutkiem czego musiał osiąść na dnie. Gdy jednak po zakończeniu bombardowania załoga usiłowała podnieść okręt, okazało się, że „Harder” utknął w mulistym podłożu. Po wydmuchaniu zbiorników bezpieczeństwa i wyrównawczych okręt co prawda ruszył z miejsca, jednak natychmiast osiadł na następnej półce skalnej na głębokości 350 stóp (106 metrów). Załodze i tym razem udało się podnieść okręt i „Harder” umknął z pułapki. Dealey pozostał na wodach przybrzeżnych Japonii jeszcze kilka dni, a 30 czerwca wziął kurs na Midway, celem uzupełnienia tam paliwa przed dalszym rejsem do Pearl Harbor. Gdy miesiąc po wyruszeniu z Hawajów okręt powrócił na Oʻahu, podobnie jak poprzednim razem przywitała go orkiestra. Pierwszy patrol okrętu zakończył się uznaniem „Harderowi” zatopienia trzech frachtowców oraz uszkodzenia czterech innych statków, co było na tyle imponującym osiągnięciem, że Samuel Dealey został odznaczony Navy Cross – drugim najwyższym odznaczeniem bojowym marynarki. Na ocenę tego patrolu wpłynął fakt, że „Harder” rozpoczął go z relatywnie niedoświadczoną załogą. Ocenę tę skorygował jednak późniejszy raport JANAC, rygorystycznie wymagający dokumentacji na wszystkie zgłaszane zatopienia, który zredukował rezultaty patrolu z trzech zatopionych statków do zaledwie jednego o wyporności 7000 ton.

### Drugi patrol
24 sierpnia „Harder” opuścił Naval Station Pearl Harbor, udając się na swój drugi patrol. Wbrew stanowisku Dealeya, lecz zgodnie z polityką US Navy, wymieniona została jedna czwarta członków załogi. W związku ze wzrostem zapotrzebowania marynarki na nowe okręty podwodne, wszystkie już operujące jednostki dużą ilość czasu musiały poświęcać na szkolenie załóg mogących obejmować nowo budowane jednostki. Gdy 8 października „Harder powrócił z tego patrolu, zaliczono mu zatopienie czterech japońskich jednostek, w tym tankowca, które na liście rangi celów marynarki znajdowały się zaraz za lotniskowcami i pancernikami. 23 września 1943 roku Dealey zatopił tankowiec „Daishin Maru” (5878 ton). W przypadku tego patrolu, JANAC nie tylko potwierdził zatopienie wszystkich czterech celów, lecz także dodał do listy jego sukcesów jeden dodatkowy statek. Wśród jednostek zatopionych znalazł się m.in. zniszczony 22 września 3217-tonowy „Kowa Maru”, który w marcu tego samego roku został ciężko uszkodzony przez słynnego „Musha” Mortona na „Wahoo”. „Wahoo” zdołał trafić „Kowa Maru” jedną torpedą, lecz uszkodzony statek przetrwał i został wkrótce naprawiony.
Jeszcze przed powrotem z patrolu, Dealey otrzymał radiową wiadomość o awansie na pełny stopień komandorski (commander, co odpowiada polskiemu komandorowi porucznikowi), po powrocie zaś admirał Lockwood oficjalnie udekorował go przyznanym za pierwszy patrol krzyżem Navy Cross.

### Trzeci patrol
Przed trzecim patrolem okręt opuścił dotychczasowy zastępca dowódcy „Hardera” Jack Maurer, który objął swój własny okręt USS „Pargo” (SS-264), zaś na jego miejsce zastępcą został Frank Lynch, przesunięty z pozycji III oficera. Zgodnie z niektórymi źródłami, przed wyjściem na trzeci patrol Dealey specjalnie poprosił o przydzielenie „Hardera” do jednej z Grup Skoordynowanego Ataku. W południe 30 października 1943 roku „Harder” wyszedł więc na trzeci patrol w składzie grupy złożonej z USS „Cero”, „Shad” i „Grayback”, które opuściły Midway już trzy dni wcześniej, kierując się na Morze Wschodniochińskie. Admirał Lockwood sprzeciwiał się początkowo taktyce wilczych stad, zwanych w Ameryce „grupami ataku”. Zaadaptowanie tej taktyki do potrzeb amerykańskich wymusiła dopiero zmiana taktyki przez Japonię, która zaczęła wysyłać swoje statki w lepiej chronionych konwojach. Amerykańskie wilcze stada różniły się jednak od niemieckich nie tylko liczbą uczestniczących w nich okrętów, lecz także sposobem organizacji. Niemieckie grupy uderzeniowe liczyły często nawet kilkanaście okrętów, którymi admirał Karl Dönitz zarządzał centralnie z lądu, podczas gdy amerykańskie wilcze stada były znacznie mniejsze – liczyły zaledwie po kilka okrętów, zaś każda grupa miała swojego własnego koordynatora na pokładzie jednego z okrętów, zwykle w osobie dowódcy dywizjonu. Oba sposoby zarządzania miały swoje wady i zalety. Niemieckie centralne kierowanie i związana z tym intensywna wymiana radiowa były często powodem rozszyfrowywania niemieckich zamiarów, choć umożliwiały lepszą koordynację działań. Amerykańskie zarządzanie niezależne od lądu było bezpieczniejsze dla okrętów, jednak rodziło trudności komunikacyjne.
Te trudności komunikacyjne spowodowały, że po powrocie z trzeciego patrolu Dealey był rozczarowany tą taktyką. Grupa zatopiła wprawdzie siedem japońskich statków, jednak przez większą część patrolu „Harder” działał niezależnie. Podobne odczucia mieli dowódcy pozostałych okrętów grupy. W ostatecznym rezultacie, podczas gdy zarówno koordynator grupy „Hardera” komandor Freddy Warder, jak i Dealey narzekali na problemy komunikacji między okrętami, admirał Lockwood skrytykował sposób dowodzenia „Harderem” za „brak udziału w którymkolwiek ze skoordynowanych ataków”. Rzeczywiście, gdy 19 listopada Dealey znalazł się między trzema japońskimi frachtowcami w eskorcie trzech niszczycieli, bez większych rozterek taktycznych, nie czekając na pozostałych członków stada, w ciągu 5 minut wystrzelił 10 torped do trzech różnych celów, zatapiając w efekcie dwa frachtowce. Dealey powiadomił wprawdzie pozostałe okręty o wykryciu konwoju, jednak ze zniekształconej formy przekazu dowódcy „Snooka” i „Pargo” nie byli w stanie odczytać pozycji „Hardera”, co uczyniło wiadomość bezużyteczną. Po wyczerpaniu swoich torped „Harder” opuścił stado i udał się w drogę powrotną, zaś niezadowolony dowódca „Snooka” Chuck Triebel zanotował „Nie mam pojęcia do kogo on strzelał, kiedy i gdzie”. Za trzeci patrol „Harder” miał uznane zatopienie czterech japońskich statków i trawlera. Po wojnie JANAC potwierdził zatopienie podczas trzeciego patrolu trzech statków o łącznej pojemności 15 273 ton.
Gdy „Harder” powrócił 30 października do Pearl Harbor, spadła na niego wiadomość o braku powrotu z patrolu „Musha” Mortona i jego USS „Wahoo”, która stanowiła szok dla załogi Dealeya. 9 listopada „Wahoo” został oficjalnie uznany za „opóźniony, przypuszczalnie zatopiony”. Trzy pierwsze patrole „Wahoo” pod dowództwem Mortona uczyniły z niego prawdziwą gwiazdę w amerykańskiej flocie podwodnej. Morton zgodnie uznawany był za najbardziej agresywnego dowódcę, zaś po jego stracie, admirał Lockwood oświadczył, że nigdy nie wierzył, że Japończycy będą wystarczająco sprytni, aby go dosięgnąć.
5 grudnia „Harder” wypłynął do San Francisco na zachodnim wybrzeżu Stanów Zjednoczonych, gdzie załoga mogła spędzić dłuższy czas ze swoimi rodzinami, okręt zaś został poddany remontowi w stoczni Mare Island.

## Remont
Po przybyciu do San Francisco, Dealey został zaskoczony oczekującą na niego przy nabrzeżu rodziną, z którą spędził następne dwa miesiące, podczas gdy „Harder” przeszedł kilka strukturalnych zmian. Wzmocniona została podstawa peryskopu numer 1 w celu wzmocnienia jego ochrony podczas wykonywania szybkich zanurzeń awaryjnych, wydłużono metalowy maszt radaru SJ, który został też przesunięty za peryskopy, celem usunięcia utrudnień obserwacji z mostka. Wydłużono też kiosk celem zapewnienia w nim większej ilości miejsca. Umożliwiono też wyjście na pokład do działa bezpośrednio z centrum kontroli okrętu, wydłużono również pokład pod działo kalibru 101 mm.

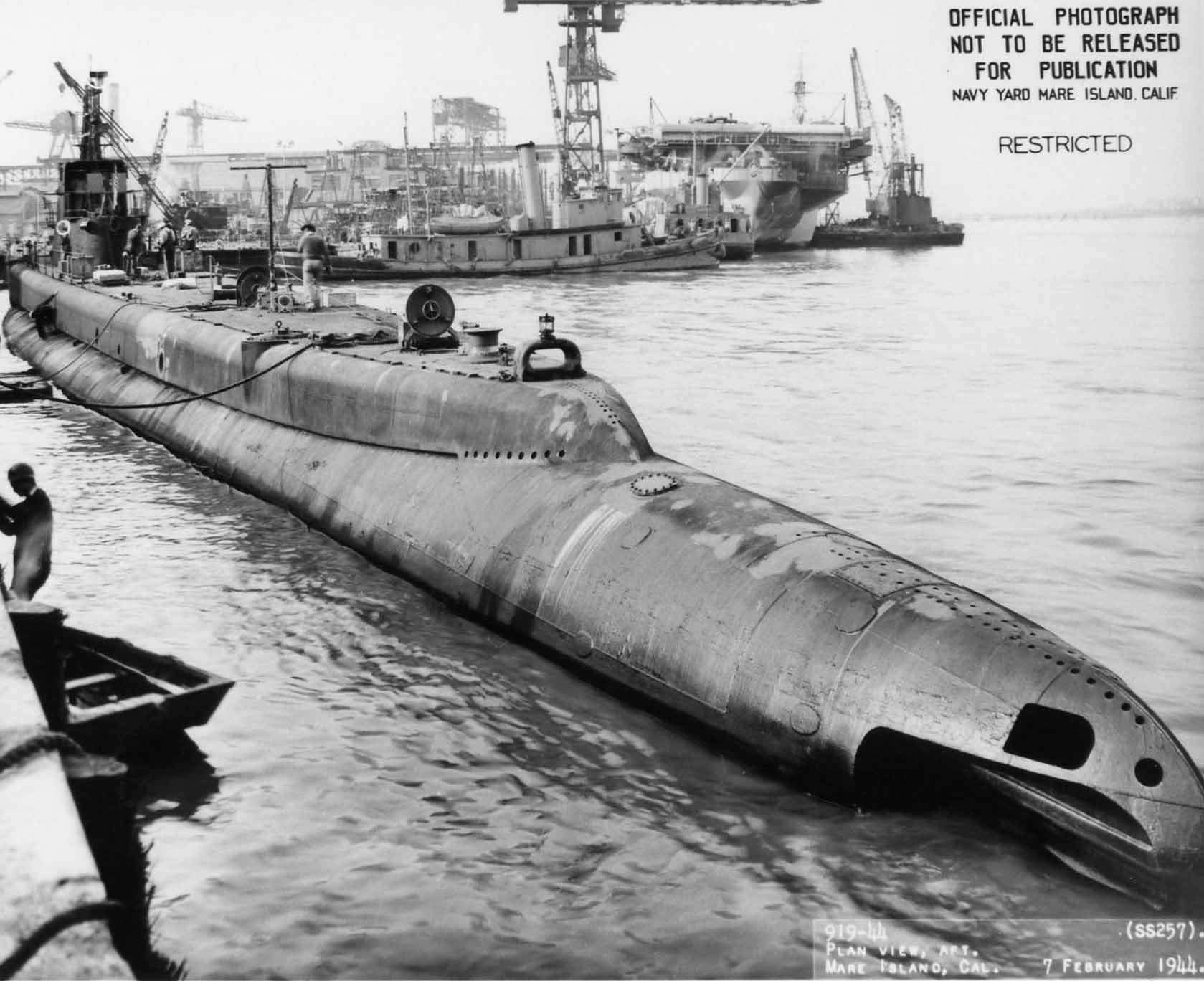
„Harder” w Mare Island

„Harder” otrzymał w trakcie tego remontu nowe wyposażenie akustyczne oraz kilka urządzeń ulepszających warunki życia załogi, w tym klimatyzator w kiosku oraz maszynę do mrożenia lodów. Co najważniejsze jednak, okręt wyposażono w nowe główne jednostki napędowe. Podczas pierwszych trzech patroli, „Harder” miał zainstalowane silniki Diesla Hover-Owens-Rentschler (HOR). Jak wszystkie okręty wyposażone w te silniki, w tym wszystkie jednostki 12 eskadry, nękany był związanymi z nimi problemami technicznymi. Silniki HOR nie były udaną konstrukcją i często ulegały awariom, począwszy od zalań, przecieków i zgrzytów zaworów, na pękaniu kół przekładni kończąc; także w trakcie patrolów silniki te były bardzo częstym źródłem problemów. Nic więc dziwnego, że w związku z brzmieniem oznaczenia tych silników (HOR), wśród załóg okrętów szybko zaskarbiły sobie przydomek „whore” (dziwka, kurwa). Ponieważ wiele jednostek miało z nimi kłopoty, szef operacji morskich admirał Ernest King rozkazał sukcesywne usunięcie silników HOR z okrętów operacyjnych oraz z jednostek nowo budowanych. W zamian „Harder” otrzymał wyprodukowane przez General Motors silniki Winton mod. 16-278A o mocy 1622 KM, które choć także nie pozbawione wad, były znacznie bardziej niezawodne.
Innym usprawnieniem „Hardera” zastosowanym podczas tego remontu, było przystosowanie obu przedziałów torpedowych do obsługi torped elektrycznych Mk. 18. Torpedy te były wolniejsze i miały mniejszy zasięg od poprzedników, miały jednak istotną przewagę nad nimi w postaci niepozostawiania śladu torowego, co utrudniało ich wykrycie i wymanewrowanie przez atakowaną jednostkę.

## Fremantle

### Operacja ratownicza
19 lutego 1944 roku, „Harder” opuścił stocznię Mare Island, osiem dni później przypłynął zaś do Honolulu na Hawajach. Wraz z innymi okrętami został przeniesiony do Task Force 71 – zespołu uderzeniowego bazującego we Fremantle na zachodnim wybrzeżu Australii. Rejs z Hawajów do Fremantle rozpoczął czwarty patrol – okręt wypłynął z Pearl Harbor do Australii 16 marca 1944 roku, z dużą liczbą nowych członków załogi, w tym wszystkich operatorów radaru, sonaru i dźwięku; dla 18 z 77 członków załogi był to pierwszy patrol bojowy.

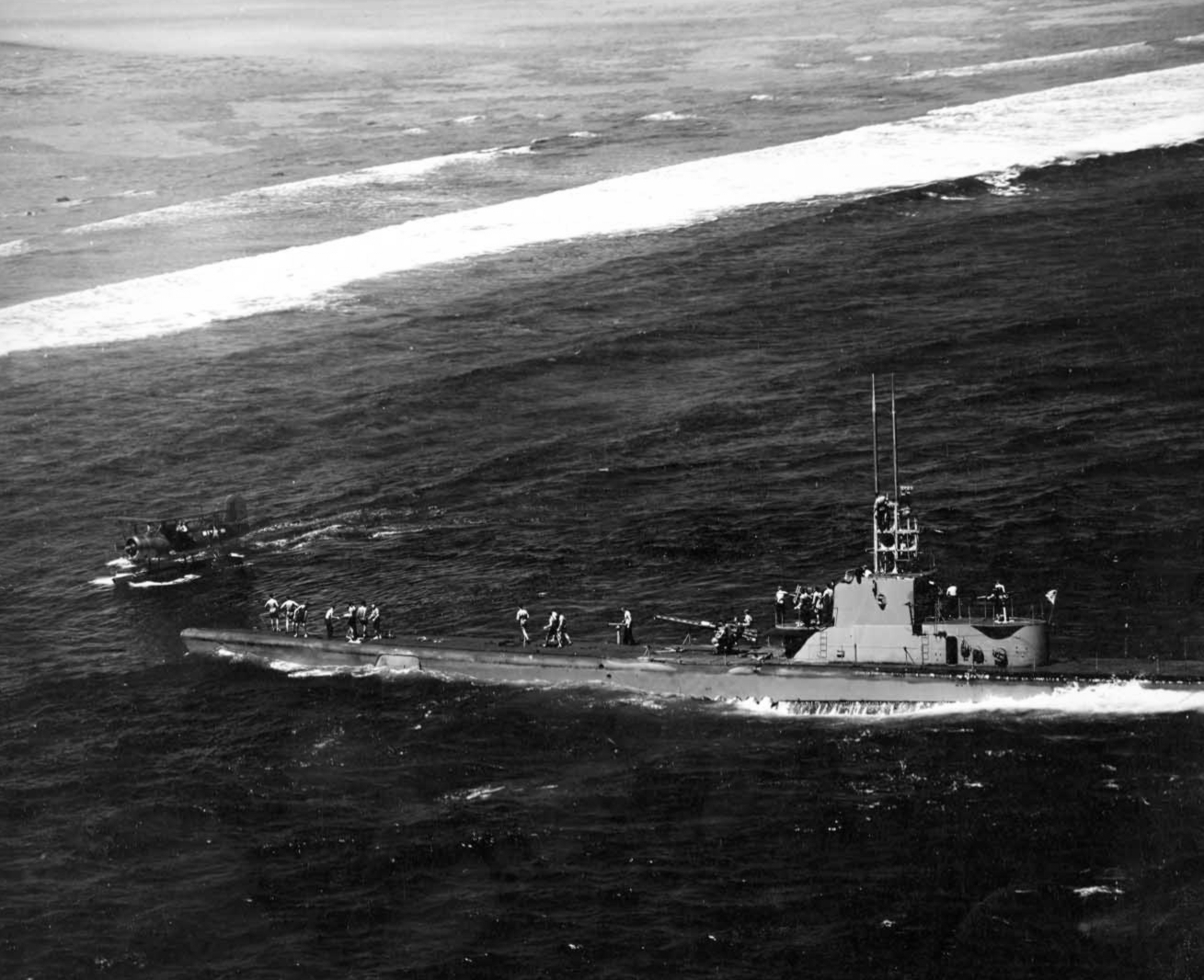
USS „Harder” podczas ratowania zestrzelonego pilota F6F Hellcat. Przed dziobem widoczny Curtiss Seagull. Zdjęcie zostało wykonane z pokładu Hellcata pilotowanego przez dowódcę grupy uderzeniowej kpt. Andrew Jacksona.

Przed opuszczeniem Pearl Harbor załoga przeszła ośmiodniowy trening w wodach wokół wysp, przez pierwsze zaś 10 dni rejsu do Australii, marynarze „Hardera” ćwiczyli w towarzystwie dowodzonego przez Slade Cuttera USS „Seahorse” (SS-304) typu Balao. Za szkolenie załogi największą cześć odpowiedzialności przejął Frank Lynch. Wszyscy marynarze i oficerowie mieli obowiązek uzyskania minimów kwalifikacyjnych we wszystkich zakresach obsługi okrętu w ciągu 6 miesięcy lub po dwóch patrolach bojowych. Lynch zadbał także o to, aby członkowie załogi, obok praktycznej strony operacji podwodnych, posiedli także pewną wiedzę o historii okrętów podwodnych.
W drodze do Fremantle „Harder” otrzymał zadanie pełnienia funkcji ratowniczych po zachodniej stronie Karolinów. Koncepcja użycia okrętów podwodnych do ratowania zestrzelonych pilotów powstała w sierpniu 1943 roku, po raz pierwszy zastosowano ją jednak dopiero ponad miesiąc później, gdy USS „Skate” (SS-305) ratował pilotów zestrzelonych bombowców i myśliwców wykonujących uderzenie na Wake. Dowódcy okrętów podwodnych zdecydowanie nie przepadali za tego typu operacjami, gdyż uważali je za ryzykowne i odciągające ich od pierwszoplanowego zadania, jakim było zwalczanie japońskiej żeglugi. Pod koniec marca 1944 roku zespół uderzeniowy admirała Spruance’a miał zadanie zaatakować japońskie pozycje na wyspach Palau, Yap i w Nowej Gwinei. Ostatniego dnia miesiąca samoloty pokładowe zaatakowały Japończyków na Nowej Gwinei. Załoga „Hardera” miała okazję oglądać z oceanu atak amerykańskiego lotnictwa marynarki, niszczący japońskie budynki i stanowiska artylerii. Cdr Dealey określił „spektakl” jako „kolosalne Hollywood”. Wśród nieustających ataków następnego dnia, „Harder” odebrał rozkaz podjęcia zestrzelonego i rannego pilota F6F Hellcat z plaży na Tangaulap – małej wyspy na zachód od Woleai. Poruszając się z niewielką prędkością, „Harder” znajdował się trzy godziny drogi od amerykańskiego pilota. Inny pilot myśliwca pokładowego prowadził okręt do miejsca spotkania z zestrzelonym lotnikiem, 1300 metrów za linią przybojów. Gdy okręt zbliżył się na niewielką odległość od rafy, obsługa przedniego przedziału torpedowego zameldowała o szorowaniu dziobu jednostki o dno.

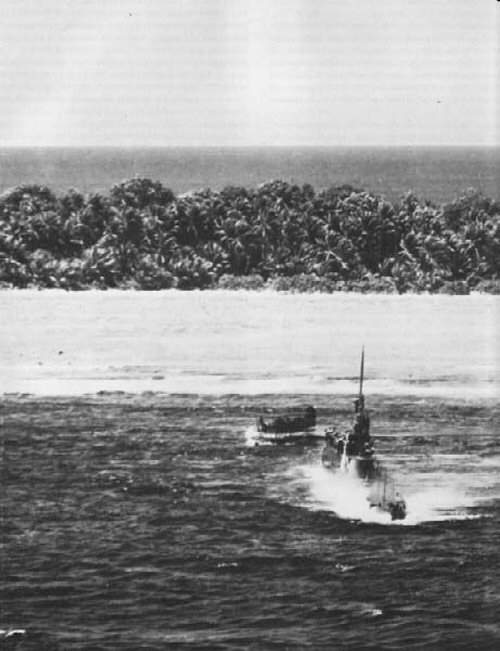
Na pierwszym planie „Harder”, na drugim planie linia drzew, z której prowadzili ogień japońscy snajperzy.

Samuel Dealey poprosił o ochotników z załogi, którzy mieliby popłynąć po rannego pilota. Wśród czterech śmiałków znalazł się oficer torpedowy, Sam Logan. Podczas przygotowań do wypłynięcia, stwierdzono jednak brak wioseł dla okrętowego gumowego pontonu, toteż w samo południe, ochotnicy wyruszyli wpław, pchając przed sobą ponton. W międzyczasie krążący wokół samolot zrzucił zestrzelonemu pilotowi tratwę ratunkową, który korzystając z niej, próbował dopłynąć do grupy ratunkowej, lecz zdryfował na silnej fali. Przy wielkim wysiłku grupa ratunkowa zdołała dopłynąć do pilota i zaczęła popychać jego tratwę w kierunku okrętu podwodnego. Z powodu wyczerpania musiała jednak zatrzymać się przy rafie, przytrzymując się koralowców. Wówczas przybył na miejsce operacji wodnosamolot rozpoznawczy marynarki Curtiss Seagull, wysłany z pomocą dla innego zestrzelonego pilota amerykańskiego, jednak pilot pomylił miejsca operacji. Wodnosamolot jeszcze bardziej skomplikował sytuację – podpływając, przeciął bowiem linę łączącą grupę ratunkową z okrętem podwodnym. Walczący z falami, wyczerpani członkowie grupy ratunkowej przy braku liny nie byli w stanie dopłynąć do okrętu, toteż z „Hardera” wysłano im na pomoc kolejnego ochotnika, który płynąc wpław, miał połączyć okręt z grupą za pomocą nowej liny. Ostatecznie wszyscy, łącznie z rannym lotnikiem, po dwóch godzinach walki z falami dotarli do okrętu.
Lekko ranny, lecz całkowicie wyczerpany pilot John R. Galvin, natychmiast po wejściu do okrętu otrzymał kieliszek whiskey, wziął gorącą kąpiel i poszedł spać w koi Franka Lyncha. Pilot należał do dywizjonu Hellcatów z lotniskowca USS „Bunker” Hill (CV-17), który przeprowadził pierwszą falę uderzenia. Podczas ataku na japoński pas startowy, Galvin opuścił swoją formację, aby ostrzelać japoński samolot bombowy Mitsubishi G4M (am. „Betty”), lecz przeciwlotniczy pocisk z działka 20 mm trafił maszynę Galvina, który wyskoczył z samolotu, gdy ogień i dym dotarł do kokpitu. Podczas opuszczania samolotu uderzył się plecami o ogon maszyny, podobnie jak we wrześniu 1944 roku późniejszy prezydent Stanów Zjednoczonych George H.W. Bush. Po upadku do wody, cztery godziny zajęło Galvinowi dotarcie do najbliższej plaży. Podczas trwania akcji ratunkowej, spomiędzy drzew ostrzał „Hardera” oraz ekipy ratunkowej rozpoczęli japońscy snajperzy, okręt podwodny odpowiedział jednak ogniem w kierunku linii drzew. Ostrzał Japończyków rozpoczęły także przybyłe dla ochrony operacji myśliwce marynarki.
Galvin dotarł ostatecznie do okrętu całkowicie wyczerpany, lecz bez poważniejszych obrażeń, i spędził pod pokładem „Hardera” następne 33 dni, będąc m.in. świadkiem pierwszego z serii wydarzeń, które przyniosły okrętowi sławę.

### Ikazuchi
Kilka następnych dni upłynęło spokojnie, jednak w nocy z 12 na 13 kwietnia okręt odebrał wiadomość, która zaważyła na dalszych losach wojennych „Hardera”. Od początku wojny amerykańskie okręty podwodne raczej unikały niszczycieli. Były to bowiem jednostki szybkie, bardzo zwrotne i silnie uzbrojone, toteż niepowodzenie ataku na nie mogło się skończyć tragicznie dla okrętu podwodnego. W kwietniu 1944 roku sytuacja uległa jednak zmianie. Japonia cierpiała na permanentny brak okrętów eskortowych dla zapewnienia ochrony statkom i pancernikom. W 1944 roku amerykańskie dowództwo postanowiło więc jeszcze bardziej utrudnić Japonii funkcjonowanie, przez zaatakowanie właśnie niszczycieli. Kilka dni po podjęciu Galvina „Harder” odebrał przekaz radiowy z dowództwa broni podwodnej, w myśl którego niszczyciele stawały się pierwszoplanowym celem dla amerykańskich okrętów podwodnych, przewyższającym swą rangą statki transportowe. Jeszcze tego samego dnia, 13 kwietnia „Harder” miał okazję wykonać najświeższy rozkaz, gdy japoński samolot wykrył amerykański okręt 200 mil na południe od Guam. Niektórzy autorzy sugerują, co jest jednak mało prawdopodobne, że Dealey specjalnie pozwolił wykryć swój okręt, aby ściągnąć na siebie japońskie niszczyciele. Jakkolwiek było, wkrótce pojawił się niszczyciel rozpoznany przez Amerykanów jako „Inazuma”, 1950-tonowy niszczyciel typu Akatsuki. W rzeczywistości był to zwodowany w 1931 roku niszczyciel „Ikazuchi”, tego samego typu. Niszczyciel skierował się w kierunku „Hardera”, kierując się wskazaniami swojego aktywnego sonaru poszukującego. Zamiast jednak zwyczajowo rozpocząć manewry w celu uniknięcia japońskiego okrętu, „Harder” pozostał na głębokości peryskopowej. Japoński okręt nadpływał od strony słońca, które oślepiało peryskop, toteż Dealey zmuszony był użyć filtrów przeciwsłonecznych, by umożliwić sobie śledzenie ruchu nieprzyjacielskiego okrętu. O godzinie 6:59 wieczorem, gdy niszczyciel znalazł się w odległości 820 metrów od „Hardera”, Dealey wydał rozkaz wystrzelenia wachlarzem czterech torped Mk. XIV z głowicami Mk. XVI. Gdy niszczyciel przeciął ich tor, dwie torpedy eksplodowały u jego burty. Dwie minuty później z wody wyłoniły się jednocześnie dziób i rufa okrętu, który szybko zatonął w odległości 360 metrów od „Hardera”.

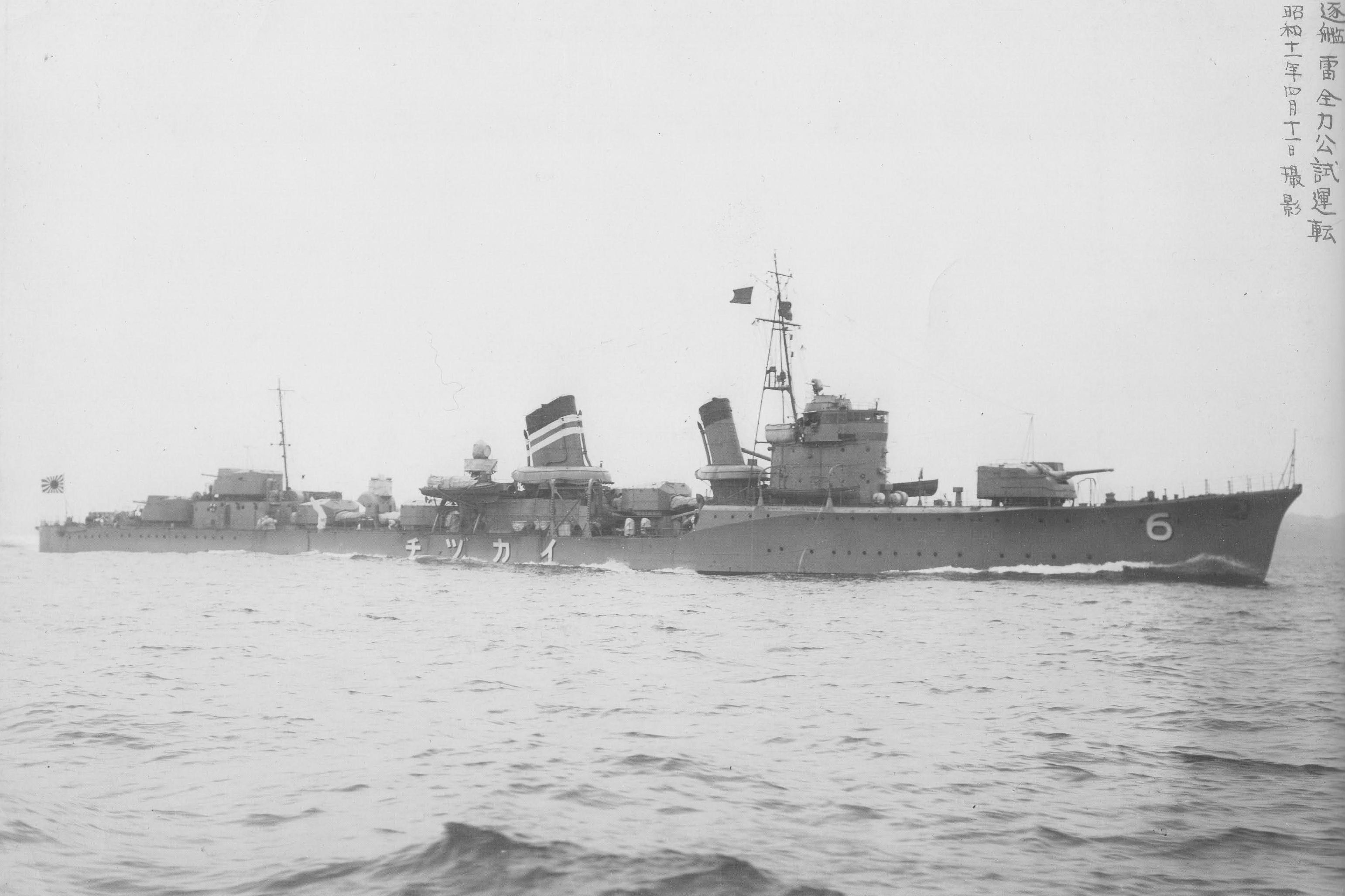
„Ikazuchi” w 1936 roku

Wkrótce potem eksplodowały ustawione wcześniej przez japońskich marynarzy na detonację na małej głębokości bomby głębinowe niszczyciela, które pozbawiły życia wszystkich rozbitków, którzy zostali wyrzuceni do wody eksplozjami torped lub też zdążyli sami opuścić jednostkę. Ostatecznie niszczyciel zatonął w ciągu pięciu minut od chwili trafienia pierwszej torpedy, jednak eksplozje jego bomb wywołały tak silny wstrząs „Hardera”, że cześć załogi była przekonana, iż okręt został niepostrzeżenie wykryty przez kolejny samolot, który zrzucił bomby w bezpośrednim sąsiedztwie amerykańskiej jednostki. Dealey zarządził więc awaryjne zwiększenie głębokości zanurzenia jednostki do 45 metrów.
Cztery dni później „Harder” zatopił duży, ponad 7000-tonowy, transportowiec wojska „Matsue Maru” oraz zgłosił też uszkodzenie eskortującego go niszczyciela typu Fubuki. Jednak większość patrolu upłynęła pod znakiem unikania japońskich samolotów, które od końca 1943 roku stawały się coraz większym zagrożeniem dla okrętów podwodnych. „Harder” zgłosił uzyskanie w tym okresie 57 kontaktów z jednostkami przeciwnika i aż 112 kontaktów z samolotami, które w 35 przypadkach zmusiły go do zanurzenia. W konkluzjach raportu po zakończeniu tego patrolu, Dealey z dumą podkreślił, że od rozpoczęcia swojego pierwszego patrolu, „Harder” zatopił jednostki przeciwnika o łącznym tonażu przekraczającym 100 000 ton. Pod względem tonażu, czwarty patrol „Hardera” był jednak mniejszym sukcesem od poprzednich rejsów. Natychmiast po patrolu uznano „Harderowi” jedynie 5300 ton, którą to wielkość JANAC zwiększył po wojnie do 9000 ton. Ten patrol był jednak o tyle szczególny dla samego Dealeya, że stosunkowo łatwo zatopił w jego trakcie swój pierwszy niszczyciel, co pozwoliło mu nabrać pewności siebie przed następnym patrolem, dzięki któremu „Harder” przeszedł do historii.

### Najwspanialszy patrol wojny
Jak pokazał bieg wypadków, piąty patrol USS „Harder” miał się okazać patrolem szczególnym nie tylko dla okrętu, ale i całej amerykańskiej floty podwodnej. Sam Dealey otrzymał rozkaz udania się w rejon Tawi-Tawi w południowo-zachodniej części Filipin, zaś na pokładzie okrętu zameldował się komandor Murray Tichenor, oficer operacyjny admirała Ralpha Christie, dla którego był to pierwszy patrol bojowy. Obok rutynowych rozkazów bojowych „Harder” otrzymał polecenie podjęcia australijskiej grupy bojowej sił specjalnych z północnego brzegu Borneo, którą bez powodzenia usiłowało już podjąć wcześniej kilka innych okrętów podwodnych.

#### Operacja Python
W styczniu 1944 roku, USS „Tinosa” (SS-283) dostarczył na Borneo grupę australijskich sił specjalnych Z Special Unit prowadzącą operację Python. Jej celem był zwiad i śledzenie ruchu japońskich jednostek w kanale Sibutu i cieśninie Balabac oraz organizowanie walki partyzanckiej. Grupą tą dowodził major Bill Jinkins. Miesiąc później inny amerykański okręt podwodny, USS „Narwhal” (SS-167), dwukrotnie usiłował podjąć członków grupy, jednak wobec nieporozumień komunikacyjnych oraz zaskoczenia przez japońskie niszczyciele, operacja zakończyła się jedynie połowicznym sukcesem. Mjr Jinkins wraz z dwoma innymi członkami grupy powrócił na pokładzie „Narwhala” do Australii, dowództwo australijskich sił specjalnych stanęło jednak przed koniecznością wydostania z Borneo pozostałych członków grupy. Po zwróceniu się z prośbą o pomoc do dowództwa amerykańskich sił podwodnych w Australii, kolejne próby zostały podjęte przez USS „Guitarro” (SS-363), „Haddo” (SS-255) oraz „Redfin” (SS-272). Wszystkie jednak zakończyły się niepowodzeniem, a pozostający na wrogim wybrzeżu i pozbawieni żywności oraz trawieni malarią i gorączką czarnej wody komandosi, zmuszeni byli skryć się w głębi lądu. Mjr Jinkins podjął próbę analizy przyczyn niepowodzenia podjęcia komandosów przez trzy kolejne okręty podwodne, zakończoną raportem zawierającym plan kolejnej próby ewakuacji pozostałych na Borneo członków grupy Python. Plan ten został następnie przedstawiony dowodzącemu okrętami podwodnymi w Australii admirałowi Ralphowi Christie, który natychmiast go zaakceptował.
Istnieją dwie sprzeczne wersje co do tego, w jaki sposób doszło do wyznaczenia USS „Harder” do podjęcia kolejnej próby ewakuacji sześciu pozostałych członków komanda z północno-wschodniego Borneo. Według jednej z nich, Murray Tichenor – szef operacji we Frementle – palił się do odbycia patrolu bojowego pod pokładem jednego z okrętów podwodnych i osobiście przekonał adm. Christie do zgody na odbycie przez niego patrolu wraz z „Harderem”. Według innej natomiast wersji, na wyznaczeniu „Hardera” zaważyła osobista znajomość Jinkinsa z Dealeyem. Obaj oficerowie bowiem mieli okazję spotkać się w „Bend of the Road” – rezydencji zajmowanej przez adm. Christie, gdzie przypadli sobie do gustu i Jinkins uznał Dealeya za najlepszego człowieka do wykonania zadania. Major zdołał też przekonać niechętnego temu dowódcę „Hardera”, który uważał tego typu operacje za odciągające go od podstawowego zadania, jakim było topienie japońskich statków i okrętów.
Na swój piąty patrol „Harder” wyszedł z Fremantle 26 maja 1944 roku, z zadaniem patrolowania wód między Tawi-Tawi, a północnym Borneo, pierwszym zaś zadaniem podczas tego patrolu miało być podjęcie z wyspy pozostałych członków grupy Jinkinsa. Na pokładzie okrętu Dealeya zaokrętowany był m.in. Murray Tichenor, który rozpoczynał w ten sposób swój pierwszy patrol bojowy, a także mjr Bill Jinkins, który chciał osobiście wziąć udział w próbie podjęcia swoich ludzi. Nie jest znana osobista reakcja Dealeya na udział Tichenora w tym rejsie, jednak zazdrośni o swoją władzę dowódcy okrętów podwodnych z reguły niechętnie widzieli pobyt na pokładzie podczas patrolu wyższych oficerów. Z drugiej strony, możliwe że udział starszego oficera w rejsie zainspirował dowódcę „Hardera” do większej niż zwykle brawury. Wkrótce po wyjściu z Fremantle, Jinkins wprowadził Dealeya w szczegóły planu podjęcia komandosów. Operacja musiała się powieść już przy pierwszej próbie, bowiem powtórka byłaby ryzykowna na niebezpiecznych dla okrętu płytkich wodach. Po drodze na Borneo „Harder” zawinął w celu uzupełnienia paliwa do wysuniętej bazy zaopatrzeniowej amerykańskich okrętów podwodnych w zatoce Exmouth. W bazie przeprowadzono ostateczne testy składanych kanu oraz łączności walkie-talkie, za pomocą których miała zostać przeprowadzona akcja podjęcia członków Pythona.
2 lipca rano, prawdopodobnie jako jedyny amerykański okręt podwodny podczas II wojny światowej, „Harder” przepłynął cieśninę Alas między wyspami Lombok i Sumbawa. W jej najwęższym miejscu o szerokości 6 kilometrów, przy pomocy radaru wykrył trzy japońskie okręty patrolowe – dzięki swej prędkości zdołał je wyprzedzić, jednak w swym dzienniku pokładowym Dealey zarekomendował nie używanie tej drogi w przyszłości. Silne prądy uniemożliwiały bowiem pokonanie cieśniny w zanurzeniu, zaś podróż na powierzchni z łatwością mogła się skończyć tragicznie dla okrętu, w przypadku wykrycia okrętu za pomocą reflektorów w obecności baterii artylerii nabrzeżnej. O 7:30 wieczorem okręt osiągnął południowe wejście do kanału Sibutu.

##### Minazuki i Wakatsuki
Większość japońskiej żeglugi w kierunku południowym do roponośnych terenów Borneo na Tarakan i Balikpapan odbywała się przez głęboki kanał Sibutu o szerokości 18 mil morskich, oddzielający Borneo od Archipelagu Sulu. W dniu, w którym w Normandii rozpoczęła się największa operacja desantowa w dotychczasowej historii, na dalekowschodnich wodach przejścia Sibutu, za pomocą radaru USS „Harder” wykrył japoński konwój. Dostrzeżony zespół trzech tankowców i dwóch niszczycieli płynął z Tawi-Tawi kursem na Balikpapan. W celu przechwycenia konwoju, „Harder” zwiększył prędkość do 19 węzłów na powierzchni. Komandor Dealey postanowił zastosować podręcznikową taktykę polegającą na wyprzedzeniu konwoju na powierzchni, a następnie ataku w zanurzeniu.

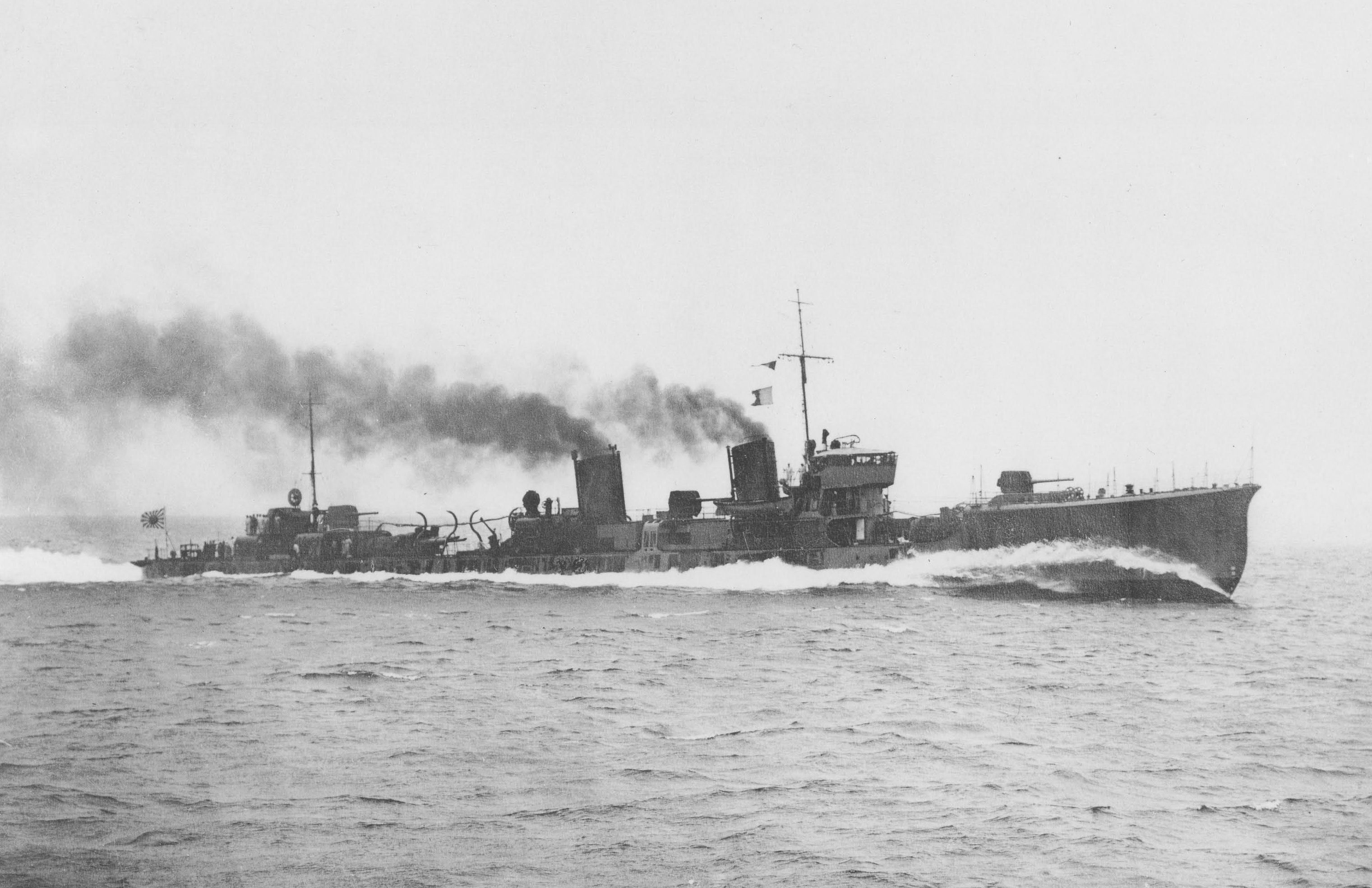
Niszczyciel „Minazuki”

6 czerwca o godzinie 9:25 wieczorem jeden z niszczycieli wykrył przy pełni księżyca amerykański okręt podwodny z odległości około 10 000 metrów. Japoński okręt zwrócił się w kierunku okrętu Dealeya, płynąc ku niemu z pełną prędkością. „Harder” obrócił się rufą w kierunku japońskiej jednostki i zwiększył prędkość do maksymalnej w nadziei, że zniechęci to niszczyciel. Ten jednak wciąż zbliżał się do amerykańskiego okrętu, kierując się wzdłuż pozostawianego przez okręt podwodny luminescencyjnego przy świetle księżyca kilwatera. Według Samuela Dealeya ślad torowy „Hardera” w tym momencie, wyglądał „jak szeroka aleja o pięciomilowej długości za okrętem”. Jego zdaniem, fosforescencja śladu torowego umożliwiała tej nocy czytanie gazety, toteż japoński niszczyciel szybko znalazł właściwy kierunek i zmniejszył odległość do amerykańskiego okrętu do 7500 metrów. Przy dźwięku alarmu bojowego okręt podwodny zanurzył się, komandor Dealey zaś, który jako ostatni zszedł z mostka, wydał rozkaz natychmiastowego zwrotu w lewo z całkowitym wychyleniem steru oraz przygotowania rufowych wyrzutni do odpalenia torped. Okręt zwolnił do prędkości 3 węzłów, co miało zredukować ślad pozostawiany na powierzchni przez peryskop oraz zmniejszyć odległość do japońskiego niszczyciela. W ciągu mniej niż czterech minut, japoński okręt zbliżył się na odległość 1000 metrów, komandor Dealey wydał zaś rozkaz odpalenia z pięciosekundowym interwałem trzech torped z wyrzutni rufowych. Obserwując ślad torped na powierzchni, dowódca zauważył, że pierwsza z nich minęła niszczyciel przed nim, krótko jednak po opuszczeniu wyrzutni przez trzecią torpedę, druga z nich trafiła w dziób okrętu. Propagująca fala uderzeniowa eksplozji wstrząsnęła znajdującym się w stosunkowo niewielkiej odległości „Harderem”, wkrótce potem trzecia z torped trafiła pod śródokręciem niszczyciela, przełamując stępkę okrętu. Komandor Dealey miał możliwość obserwacji tonącego okrętu. W miarę podnoszenia się w górę rufy niszczyciela, zgromadzone tam i przygotowane do ataku bomby głębinowe, zaczęły staczać się po pokładzie, eksplodując następnie pod okrętem. W ciągu kilku minut „Minazuki” zniknął pod wodą.
W ciągu kilku minut od ataku, „Harder” wypłynął na powierzchnię kilkaset metrów od niszczyciela, gdzie część załogi miała możliwość oglądania agonii japońskiego okrętu, zanim szczątki jednostki pogrążyły się w wodach oceanu. Okręt popłynął przez miejsce zatopienia japońskiej jednostki, gdzie dostrzeżono jedynie płonącą sygnałową boję ratunkową i dużą plamę oleju. Jak wynika ze sporządzonego po zakończeniu patrolu raportu, nie dostrzeżono żadnych rozbitków.
Samuel Dealey podjął decyzję o pościgu za resztą konwoju, kiedy jednak okręt wynurzył się, okrętowy radar wychwycił echo kolejnego niszczyciela, który znajdował się w odległości około 1200 metrów, z dużą szybkością płynąc wprost w kierunku okrętu podwodnego. Okazał się nim być drugi okręt eskorty konwoju – „Wakatsuki”. „Wakatsuki” był jednostką znacznie większą od „Minazuki”, nowszą i lepiej uzbrojoną. Zbudowany w Nagasaki niszczyciel typu Akizuki, został przyjęty do służby 31 maja 1943 roku. Jako przedstawiciel swojego typu, był dłuższy i cięższy od innych japońskich niszczycieli (podczas całej zaś wojny, amerykańskie okręty podwodne zatopiły tylko jeden okręt tego typu). Gdy niszczyciel zbliżał się do amerykańskiego okrętu, księżyc skrył się za chmurami, co utrudniło Dealeyowi odczyt danych z peryskopu. Gdy jednak okręt zbliżył się na odległość około 1150 metrów, o godzinie 22:42 Dealey wydał rozkaz wystrzelenia sześciu torped z dziobowych wyrzutni torpedowych, po czym rozkazał głębokie zanurzenie i przejście okrętu w tryb cichego marszu. W takim stanie okrętu, klimatyzacja była wyłączona co powodowało, że temperatura wnętrza szybko podnosiła się, zmuszając członków załogi do ściągania swoich ubrań, niemal każdy też członek załogi miał przewieszony za szyję ręcznik, służący do wycierania potu z ciała. W okręcie zamknięte były toalety, ponieważ wydmuchnięcie ich zbiorników ścieków spowodowałoby burzę bąbli na powierzchni oceanu. Swoje potrzeby fizjologiczne, ludzie zamknięci wewnątrz pokładu musieli załatwiać do specjalnych puszek. Także woda pitna pozbawiona chłodzenia w wyłączonych lodówkach, stała się ciepła i niesmaczna.

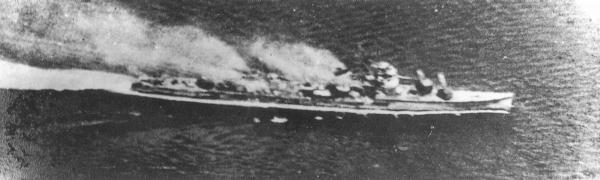
Niszczyciel „Wakatsuki”

Operator sonaru wychwycił ping sonaru aktywnego zbliżającego się niszczyciela w odległości 300 stóp (92 metrów), po chwili pierwsza seria pięciu bomb głębinowych eksplodowała przed amerykańskim okrętem. Dla dużej liczby nowych i niedoświadczonych członków załogi, rozpoczęte bombardowanie było doświadczeniem nowego rodzaju stresu. Annały wszystkich flot podwodnych świata pełne są przykładów załamywania się psychiki doświadczonych członków załóg, a nawet dowódców okrętów, pod wpływem skoncentrowanego ataku głębinowego. Znaczący jest jednak fakt, że przypadki paniki wśród załóg były stosunkowo rzadkie. Wielu marynarzy odczuwało największy strach przed okazaniem strachu – większość więc była skoncentrowana na wykonywaniu swojej pracy, w oczekiwaniu na zakończenie ataku. Gdy to nastąpiło, w marynarce amerykańskiej załogi mogły liczyć na – jak to określano – „depth-charge medicine” (lekarstwo na bombardowanie głębinowe) w postaci kieliszka whiskey. Amerykańskie okręty miały zawsze mały zapas alkoholu specjalnie na takie okazje. W międzyczasie jednak, niedoświadczona część załogi „Hardera” pod wpływem stresu zaczęła popełniać błędy, mogące doprowadzić do zagłady jednostki. Jeden z 20 nowych członków załogi, odbywających swój pierwszy w życiu patrol bojowy, kontrolował kąt nachylenia okrętu i popełnił śmiertelny błąd. Gdy wskaźnik wychylenia rufowych sterów głębokości zatrzymał się, był przekonany, że uszkodzenia elektrycznego systemu kontroli tych sterów. W rzeczywistości zaś, wskaźnik został standardowo wyłączony, w celu oszczędzania energii podczas cichego pływania. Widząc jednak nieruchomy wskaźnik, operator sterów głębokości zaczął operować sterami ręcznie, ściągając w ten sposób okręt w dół. Wkrótce okręt podwodny osiągnął głębokość 100 metrów, a jego stery głębokości wciąż były maksymalnie wychylone na zanurzanie. Gdy w okręcie uświadomiono sobie sytuację, oficer zanurzenia przeniósł całą załogę na rufę celem podniesienia w górę dziobu okrętu. Ostatecznie okręt wyrównał trym, jednak nastąpiło to już poniżej wyznaczonej metodami matematycznymi testowej (konstrukcyjnej) głębokości zanurzenia.
Wyrównanie poziomu okrętu nie oznaczało jednak końca kłopotów. Podczas ostrego schodzenia okrętu pod kątem w dół, jedna z elektrycznych torped Mk. 18 przesunęła się w wyrzutni, zwalniając zatrzask uruchamiający jej silnik. Przeraźliwy pisk pracującego bez wody napędu elektrycznego, nie był bynajmniej rzadkim zjawiskiem w okrętach podwodnych, toteż tego typu sytuacja zyskała sobie w marynarce amerykańskiej miano „hot run”. Załoga zmuszona była znieść hałas aż do wyczerpania się energii torpedy, w międzyczasie okręt ustawił się tyłem w jednej linii z atakującym niszczycielem, celem zmniejszenia przekroju akustycznego (skutecznej powierzchni odbicia, ang. Sonar Cross Section – SCS), dla sonaru aktywnego japońskiego niszczyciela. Intensywnie też szukano w wodzie termoklin, za pomocą najnowszego wynalazku batytermografu. Wkrótce też załoga znalazła warstwę zimniejszej wody na głębokości między 45 a 85 metrów, co umożliwiło skrycie się pod nią w celu zakłócenia i zmiany kierunku propagacji fali akustycznej.
Japoński atak głębinowy trwał jednak do północy. W tym czasie temperatura wewnątrz pozbawionego klimatyzacji okrętu wzrosła do 130 stopni Fahrenheita (54 °C). Wzrost temperatury wraz ze wzrostem ciśnienia, spowodował iż ustało nawilżanie oczu członków załogi, a każdy oddech był przykrym doświadczeniem. USS „Harder” wynurzył się na powierzchnię 35 minut po północy i mimo braku pewności co do dokładnej pozycji okrętu obrał kurs na przejście Sibutu. O 6:00 rano, obserwator na pomoście dostrzegł maszt na horyzoncie i okręt zanurzył się. Podczas obserwacji celu za pomocą peryskopu, okręt uderzył w zanurzoną rafę. Wkrótce załoga stwierdziła, że trafiła na małą wyspę w wodzie. Dzięki wydmuchaniu zbiorników balastowych, załoga zdołała zmniejszyć ciężar i zwiększyć wyporność okrętu, co umożliwiło zejście jednostki z rafy bez odniesienia uszkodzeń.

##### Atak na „Hayanami”
Po zejściu z rafy Dealey skierował swój okręt z powrotem ku przejściu Sibutu. 7 lipca o godzinie 11:43 rano z okrętu dostrzeżono kolejny niszczyciel w odległości około 4000 jardów (3 600 metrów). Z pokładu japońskiego okrętu dostrzeżono wkrótce jednak peryskop w odległości 3000 jardów i niszczyciel ruszył do ataku w kierunku okrętu podwodnego. Początkowo okręt zidentyfikowano na „Harderze” jako jednostkę typu Fubuki, jednak był to niszczyciel „Hayanami” typu Yūgumo. Budowane od 1941 roku okręty tego typu o długości niemal 120 metrów, posiadały uzbrojenie przeciwpodwodne w postaci 36 bomb głębinowych wyrzucanych z czterech wyrzutni. Zdolne były przy tym do rozwinięcia prędkości 35 węzłów. „Hayanami” rzeczywiście zbliżał się do „Hardera” z alarmującą prędkością. Dealey wydał rozkaz przygotowania przednich wyrzutni torpedowych, patrząc przez peryskop na nadpływający zygzakami niszczyciel. Obserwujący atak w centrali bojowej członek grupy Python major Bill Jinkins opowiadał później, że Dealey miał „nerwy ze stali”, spokojnym głosem informując o szybko zmniejszającym się dystansie między dwoma okrętami. Dowódca „Hardera” pozwolił japońskiej jednostce podpłynąć na odległość zaledwie 650 jardów (590 metrów), po czym wykrzyczał rozkaz odpalenia trzech torped z pięciosekundowym interwałem.

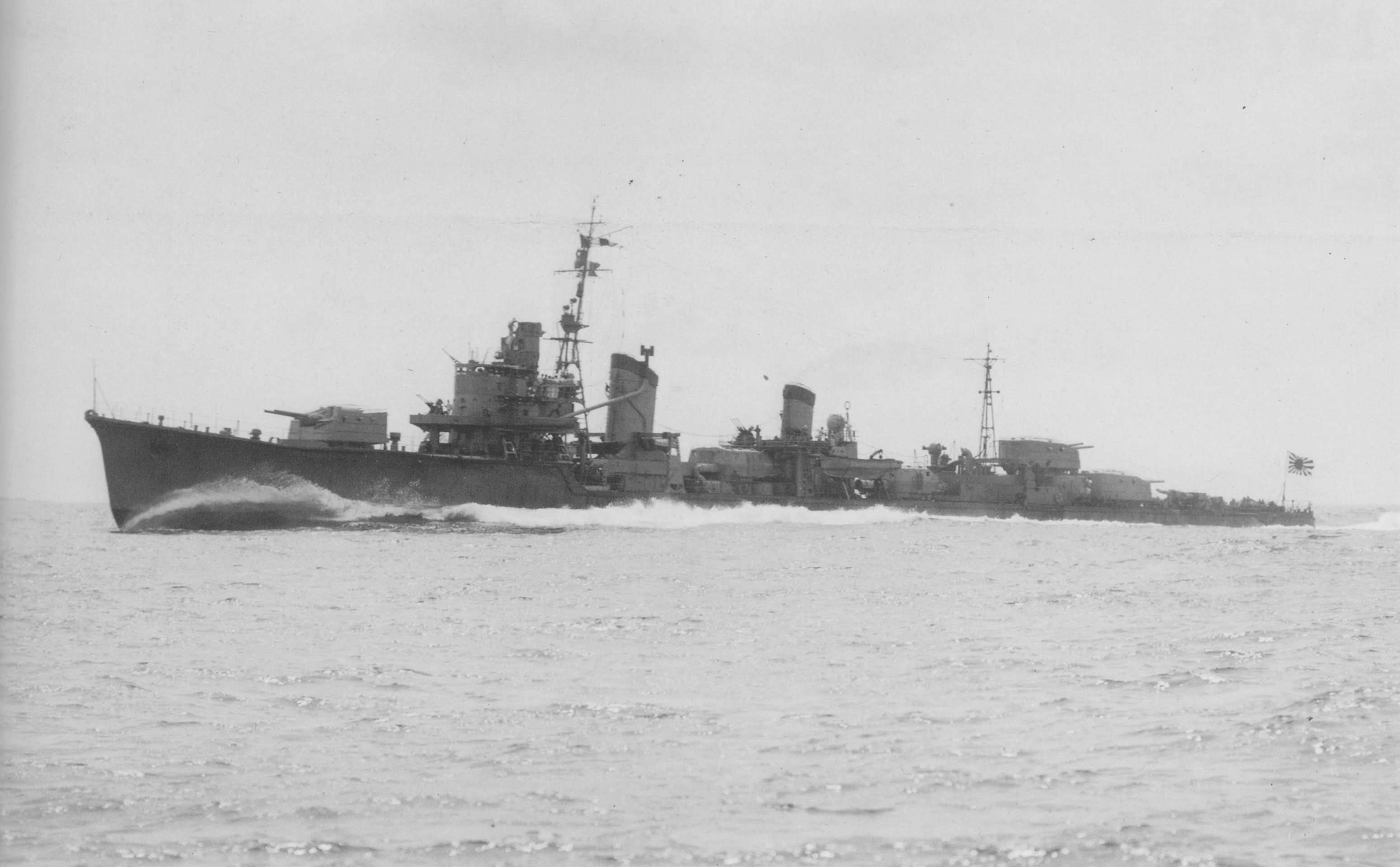
Niszczyciel „Hayanami”

Dealey spokojnie obserwował później ich tor w kierunku celu. 15 sekund po odpaleniu pierwszej torpedy fala uderzeniowa eksplozji wstrząsnęła „Harderem”. Pocisk uderzył w śródokręcie niszczyciela, chwilę później druga torpeda eksplodowała na burcie rufy okrętu. Trzeci pocisk minął się z celem, jednak był już zbędny. „Hayanami” wciąż jeszcze jednak płynął siłą rozpędu, co zmusiło „Hardera” do szybkiego zwrotu w prawo, aby uniknąć staranowania. Gdy japoński okręt znajdował się w odległości zaledwie 300 jardów (270 metrów), „Harderem” wstrząsnęła bardzo silna eksplozja magazynów amunicji „Hayanami” i minutę po eksplozji pierwszej torpedy oraz 9 minutach od momentu wykrycia japońskiego okrętu niszczyciel zatonął rufą, pociągając za sobą 208 członków załogi, w tym dowódcę dywizjonu komandora Oritę Tsuneo i dowódcę okrętu, komandora porucznika Shimizu Itsurou. Niszczyciel „Urakaze” zdołał uratować zaledwie 45 rozbitków. Ostatnie chwile okrętu były obserwowane przez peryskop przez Franka Lyncha, komandora Tichenora i samego Dealeya.
Wkrótce potem operator sonaru „Hardera” wykrył dźwięki szybko obracającej się śruby po sterburcie okrętu podwodnego, a na arenie ataku pojawił się okręt siostrzany „Hayanami” – „Urakaze”. Podobnie jak „Hayanami”, również „Urakaze” był weteranem Pearl Harbor, uczestniczył w bombardowaniu Darwin, zaś w marcu 1944 roku uczestniczył w ataku na USS „Tunny” (SS-282). W czasie ataku „Hardera” na „Hayanami” eskortował Drugą Grupę Zaopatrzeniową z Tawi-Tawi do Guimarras. Po szybkim zaznajomieniu się z sytuacją za pomocą peryskopu, Dealey wydał rozkaz zanurzenia na głębokość 300 stóp (90 metrów), zaś okręt rozpoczął pracę w trybie cichego biegu. Grodzie wodoszczelne zostały pozamykane, a wszystkie maszyny zostały wyłączone. Wkrótce nad okrętem eksplodowało pięć pierwszych bomb głębinowych, w tak bliskiej odległości, że spaliły się żarówki w okręcie. W okręt uderzyła fala uderzeniowa, która zepchnęła „Hardera” w dół o kolejne 100 stóp. W ciągu najbliższych dwóch godzin, japoński niszczyciel zaatakował okręt podwodny 17 bombami. Dealey pozostał w zanurzeniu przez 4 godziny, dzięki zastosowaniu nowoczesnego dopiero co zainstalowanego sonaru JP udało mu się wymanewrować niszczyciel. Wkrótce po 3 po południu, „Harder” powrócił na głębokość peryskopową i znalazł następne dwa niszczyciele, które jednak zdołały odpłynąć. O godzinie 5:30 Dealey wykrył osiem kolejnych niszczycieli w szyku torowym. Czując jednak, że wyczerpał już swój limit szczęścia, Dealey podjął decyzję o wycofaniu się.

##### Podjęcie grupy Python
8 czerwca 1944 roku „Harder” osiągnął północno-wschodnie wybrzeże Borneo, toteż okręt zanurzył się i skierował do umówionego miejsca rendez-vous. Tymczasem członkowie grupy Python, po 5 dniach forsownego marszu, osiągnęli miejsce spotkania w południe 6 czerwca. Po krótkim rekonesansie stwierdzili, że najlepszym miejscem spotkania będzie zatoka Tangusa, która wydawała się miejscem wolnym od japońskich patroli. Członkowie komanda byli jednak w fatalnym stanie fizycznym i psychicznym, skrajnie wyczerpani i w depresji. „Harder” wynurzył się przy pełni księżyca o godzinie 7:40 wieczorem, jednak aby zmniejszyć swój profil, zanurzył się ponownie częściowo i skierował się do brzegu, aż okręt zaczął ocierać o dno w odległości około 5500 metrów od plaży. Wnętrze okrętu zostało oświetlone światłem niebiesko-zielonym, aby zapobiec wydostaniu się światła na zewnątrz i zaalarmowania ewentualnych japońskich patroli o obecności okrętu podwodnego. Krótko po 9 wieczorem zakończono składanie kanoe, a Jinkins wraz z drugim członkiem ratowniczej grupy desantowej, włożyli do kajaków trzydniowe zapasy żywności, kompas, radio, pistolet maszynowy i granaty ręczne. Plan zakładał aktywne poszukiwania, w razie nieuzyskania natychmiastowego kontaktu z komandem. O 9:40 kajaki zostały spuszczone na wodę i grupa ratunkowa odbiła od okrętu, kierowana ku umówionemu miejscu spotkania za pomocą okrętowego radaru i walkie-talkie, pomiędzy dwoma znanymi japońskimi posterunkami oddalonymi o 3 kilometry w każdą stronę. Wkrótce jednak grupa ratunkowa utraciła łączność radiową z „Harderem”, toteż Jinkins rozpoczął korzystanie z zapasowego systemu łączności w postaci latarek z zielonym światłem, w celu ustalenia właściwego kierunku. Łączność za pomocą walkie-talkie odzyskano jednak, gdy ratownicy znajdowali się w odległości 500 metrów od plaży. Wkrótce rozpoczęto próby nawiązania łączności świetlnej z ratowanym komandem. O godzinie 11:55 wieczorem, gdy wycieńczeni członkowie grupy Python dla dodania sobie nadziei rozpoczynali odmawianie Modlitwy Pańskiej, dostrzegli w morzu pierwsze sygnały świetlne. Grupa Jinkinsa dotarła zaś wkrótce do pasu mangrowców. Dzięki dwukierunkowej komunikacji świetlnej obie grupy nawiązały ze sobą kontakt potwierdzony następnie komunikacją głosową, zaraz potem kanoe uderzyły w piaszczyste dno. Członkowie komanda szczęśliwie zajęli miejsce w kanoe wyposażonych w ciche silniki o mocy 1,1 konia mechanicznego. Pod jednym z nich wyłamało się jednak mocowanie, toteż obydwa silniki zostały przymocowane do jednego z kajaków, który wziął drugi na hol. Jeden z kanu miał na swoim wyposażeniu deflektor radaru, który pomógł „Harderowi” ustalić dokładną pozycję kajaków, rozpoczynających właśnie 7-kilometrową podróż powrotną do oczekującego ich okrętu podwodnego. Silniki elektryczne zakłócały jednak łączność radiową, toteż przez większość podróży nie była możliwa komunikacja za pomocą walkie-talkie. Ostatecznie, o godzinie 1:30 rano 9 czerwca, sześcioosobowa grupa komanda przybiła do oczekującego na nią „Hardera”. Natychmiast po wciągnięciu na pokład kajaków okręt podwodny rozpoczął manewry w kierunku pełnego morza. Kanoe zostały rozłożone i schowane pod pokład, a o godzinie 1:45 trwającą niecałe cztery godziny operację uznano za zakończoną. Nieoficjalnie jednak, operacja zakończyła się o godzinie 3:15 „ucztą” w mesie.

#### Atak na Tanikaze
Jeszcze tego samego dnia wieczorem w pobliżu przesmyku Sibutu „Harder” wykrył niszczyciel w odległości 13 000 jardów (11 900 metrów), toteż zanurzył się na głębokość radarową (mniejszą od głębokości peryskopowej) celem podejścia na odległość skutecznego strzału, a załoga bez alarmu dźwiękowego otrzymała rozkaz zajęcia stanowisk bojowych. Po wysunięciu peryskopu Dealey wykrył drugi niszczyciel. „Harder” zwiększył więc zanurzenie do głębokości peryskopowej i rozpoczął zbliżanie do nieprzyjacielskich okrętów. Dwadzieścia minut później, zachodząc jeden na drugi, oba japońskie okręty przepływały przed okrętem Dealeya, który skomentował sytuację słowami „dokładnie jak doktor przepisał”. Z odległości 1000 jardów (914 metrów) „Harder” odpalił salwę czterech torped z wyrzutni dziobowych. Dealey obserwował przez peryskop, jak pierwsza torpeda przepłynęła przed dziobem jednego z niszczycieli, druga i trzecia natomiast trafiły dokładnie w jego śródokręcie. Eksplozje spowodowały, że nadbudówka okrętu „złożyła się” w sobie, komin zaś wyleciał w powietrze. Siła eksplozji była tak duża, że zdołała zachwiać znajdującym się w odległości kilkuset metrów „Harderem”.

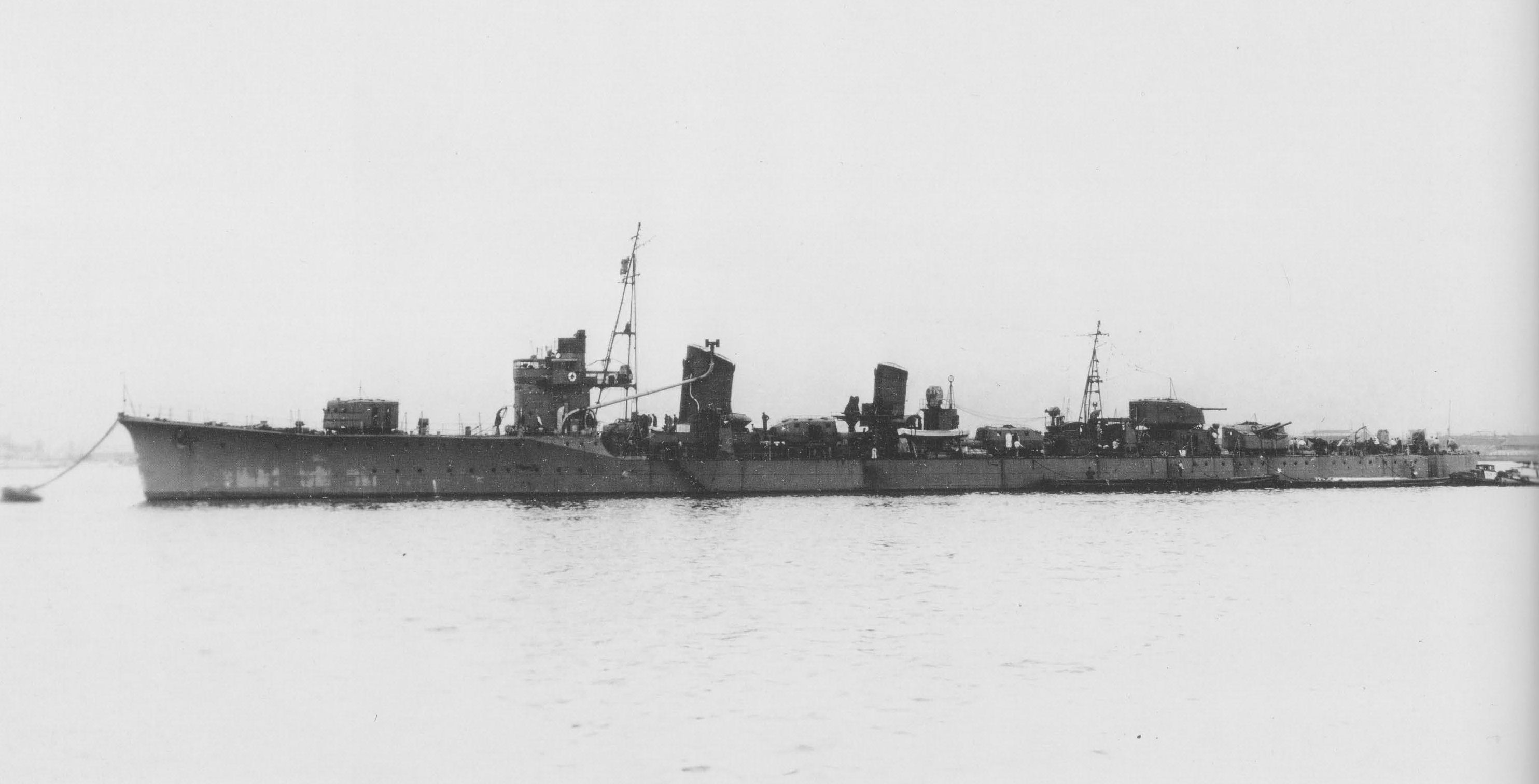
Niszczyciel „Tanikaze”

„Harder” wykonał tymczasem ostry zwrot w prawo w celu uniknięcia kolizji z wrakiem, a także w celu przygotowania do ataku na drugi z niszczycieli. 30 sekund później jednak, druga jednostka znalazła się tuż za rufą płonącego niszczyciela. W tym czasie czwarta z wystrzelonych torped prawdopodobnie minęła drugi niszczyciel i uderzyła w pierwszy z nich. Po jaskrawym błysku eksplozji, „Harder” doznał ponownego wstrząsu, co nasunęło Dealeyowi podejrzenie, że trafiony został magazyn amunicji okrętu. Załoga „Hardera” była przekonana, że czwarta z torped trafiła drugi japoński niszczyciel, jednakże powojenne badania japońskich dokumentów nie odnalazły w nich śladu utraty drugiego niszczyciela 9 czerwca w pobliżu Tawi-Tawi. W późniejszym czasie okazało się, że zatopionym niszczycielem był ukończony w 1941 roku „Tanikaze”, który swój wkład w wojnę z Ameryką rozpoczął, biorąc udział w ataku na Pearl Harbor, zaś w lutym 1942 roku uczestniczył w ataku na Darwin, ostatnio natomiast eskortował konwoje z Sajpanu do Tawi-Tawi. Uzbrojony był m.in. w 36 bomb głębinowych wyrzucanych z czterech wyrzutni. Wkrótce po amerykańskim ataku, z Tawi-Tawi został wysłany niszczyciel „Urakaze”, którego zadaniem było ratowanie rozbitków z zatopionej jednostki. „Urakaze” zdołał uratować 126 członków załogi „Tanikaze”, w tym jego dowódcę kmdr. Ikedę Shunsaku, który jednak zmarł dwa dni później na skutek odniesionych ran. W wodzie zmarło 114 członków załogi zatopionego niszczyciela.

#### Bitwa na Morzu Filipińskim
W tym samym czasie siły japońskie przygotowały próbę wzmocnienia oddziałów japońskich oblężonych na wyspie Biak w Indonezji u wybrzeży Nowej Gwinei. Dwa krążowniki i sześć niszczycieli przyjęły w Sorong na pokład żołnierzy, z zadaniem dostarczenia ich do Biak. Japoński zespół został jednak szybko wykryty przez amerykański samolot, który zatopił niszczyciel „Harusame” oraz uszkodził trzy inne. Atak ten poprzedził atak krążowników i niszczycieli VII Floty admirała Thomasa Kinkaida wspierających amerykańskie lądowanie w Biak. Ta potyczka o mniejszej skali zmusiła dowództwo japońskie do tymczasowego wycofania swojej floty do portów, wkrótce jednak podjęło ono kolejną próbę, tym razem z wykorzystaniem sił składających się z ogromnych pancerników „Yamato” oraz „Musashi”, pięciu krążowników i siedmiu niszczycieli, z planem wysadzenia wojsk i walki o Biak. Japońskie okręty liniowe wyszły z Tawi-Tawi wieczorem 10 czerwca.
Około 5 po południu tego dnia oba największe japońskie okręty zostały wykryte przez patrolującego w pobliżu Tawi-Tawi „Hardera”. Gdy jednak Dealey manewrował w celu przygotowania pozycji do ataku, japoński pilot dostrzegł peryskop „Hardera” i zrzucił do wody bombę dymną, zaś jeden z niszczycieli z prędkością 37 węzłów ruszył do ataku na amerykański okręt. Dealey pozwolił podpłynąć japońskiej jednostce na odległość 1200 jardów, po czym wystrzelił trzy torpedy down-the-throat w dziób niszczyciela i zwiększył głębokość zanurzenia. Dowódca wraz ze swoją załogą byli przekonani, że przynajmniej dwie torpedy trafiły celu, wszyscy bowiem słyszeli eksplozje znacznie głośniejsze od detonacji bomb głębinowych. Gdy „Harder” przekraczał głębokość 80 stóp, Dealey zapisał:

Wybuchło piekło. To nie było od ich bomb głębinowych – które gdyby zostały zrzucone, ten raport nie zostałby skończony – ale ogłuszająca seria narastających grzmotów, które wydawały się mieszać jeden z drugim. Czy to jego kotły, czy też magazyny amunicji, bądź wszystko razem, eksplodowało i całe szczęście, że eksplozje okrętów skierowane są w górę, a nie w dół.

W samym „Harderze” wywołane eksplozjami wstrząsy zbiły całą załogę z nóg na podłogę. Po zejściu okrętu na głębokość 120 metrów „Harder” rozpoczął manewry w celu uniknięcia eskorty oraz startujących z lądu samolotów. Siły japońskie rozpoczęły jednak gwałtowny kontratak za pomocą 20 do 30 bomb głębinowych, który zmusił amerykański okręt do pozostawania w zanurzeniu aż do zmroku. Samuel Dealey opisał później ten atak z 10 czerwca 1944 roku jako „najbardziej niekomfortowe pięć minut jakie przeżył do tej pory”. Wkrótce jednak załodze okrętu udało się odnaleźć warstwę cieplejszej wody na głębokości 200 stóp (60 metrów), która zakrzywiła wiązki akustyczne pozwalające Japończykom ustalać odległość do amerykańskiego okrętu. Po tym ataku Dealey był pełen uznania dla okrętu, który otrzymał potężne uderzenia, lecz odniósł jedynie niewielkie uszkodzenia.
Wprawdzie załoga pod pokładem „Hardera” była przekonana, że udało się jej zatopić kolejny japoński niszczyciel, jednak powojenne badania nie odnalazły dowodów na zatopienie tego wieczora japońskiego okrętu w pobliżu Tawi-Tawi. Być może więc odgłosy eksplozji słyszane w „Harderze” pochodziły od wybuchów bomb lotniczych lub głębinowych. W swoim raporcie jednak dowódca „Hardera” zapisał, że torpedy płynęły perfekcyjnie po wyznaczonym przez TDC kursie i „cel bezsprzecznie eksplodował nad naszym okrętem”. Powojenne badania JANAC wykazały, że celem „Hardera” był niszczyciel „Okinami”.
Pod osłoną ciemności Dealey wynurzył swój okręt i wysłał do Fremantle raport o wyjściu „Yamato” i „Musashi”, które odpłynęły w kierunku Bacan nie niepokojone więcej przez amerykańskie okręty podwodne.

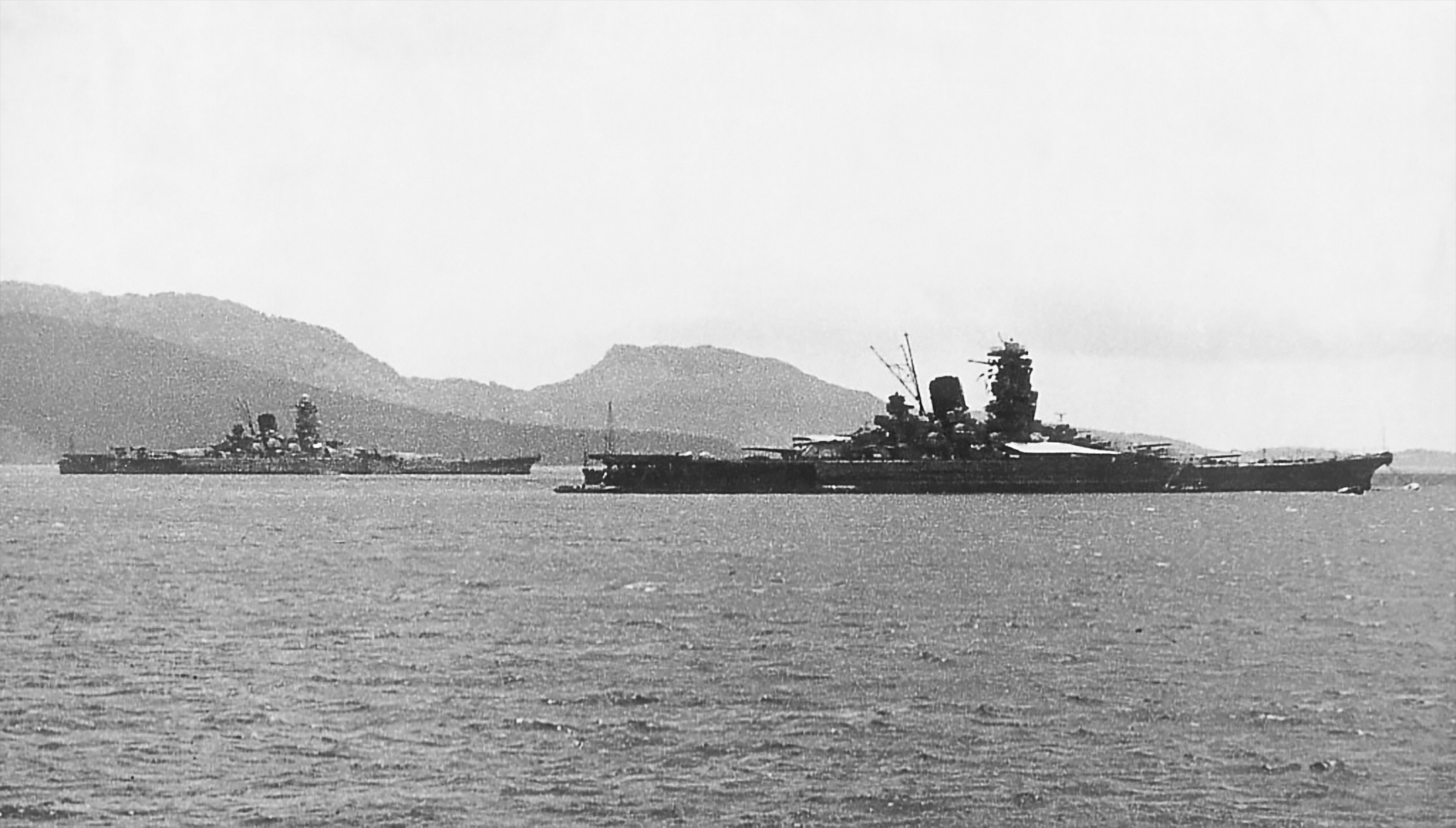
Pancerniki Yamato” i „Musashi” w Truk w maju 1943 roku

„Harder” pozostał w pobliżu Tawi-Tawi przez jeszcze jeden dzień, obserwując kotwicowisko i raportując o dostrzeżonych jednostkach. Wieczorem 12 czerwca admirał Christie rozkazał okrętowi patrolować w kierunku północnym wzdłuż archipelagu Sulu. Płynąc na północ, „Harder” spotkał się z USS „Haddo” (SS-255), po czym kontynuował rejs w kierunku Zamboanga, następnie skierował się do Davao, w końcu z powrotem na południe przez przesmyk Moluki do Darwin.
Gdy „Harder” dotarł do Australii, admirał Christie był zachwycony. W trakcie tego patrolu, okręt uzyskał łącznie 16 kontaktów z okrętami i 18 kontaktów z samolotami nieprzyjaciela. Admirał uznał „Harderowi” zatopienie pięciu niszczycieli, zaś w swojej formalnej ocenie patrolu uznał go za „epokowy” i „wspaniały”. Udana ewakuacja członków komanda Python, cenne informacje o japońskich okrętach liniowych i ostatecznie pięć zatopionych niszczycieli przeciwnika – wszystko to spowodowało, że dowódca australijskiej części amerykańskiej floty podwodnej uznał piąty patrol „Hardera” „za najwspanialszy patrol wojny.” Razem z zatopieniem niszczyciela „Ikazuchi” podczas poprzedniego patrolu w pobliżu Woleai, Samuel Dealey miał uznane zatopienie sześciu niszczycieli, dzięki czemu zyskał sobie przydomek „The Destroyer Killer” (Zabójcy Niszczycieli).
Działania „Hardera”, podobnie jak i innych amerykańskich okrętów podwodnych, w pobliżu Tawi-Tawi w okresie bezpośrednio poprzedzającym oraz w trakcie bitwy na Morzu Filipińskim drogo kosztowały admirała Ozawę i jego plan A-Go anihilacji amerykańskiej Floty Pacyfiku. Amerykańskie jednostki raportowały o niemal każdym ruchu okrętów jego floty – od Singapuru do Tawi-Tawi, operacje na zewnątrz Taw-Tawi, a także plan Kon wobec Biat, wszystkie były obserwowane i raportowane. Co gorsza, aktywność amerykańskich okrętów w pobliżu Tawi-Tawi, zwłaszcza zaś „Hardera”, uniemożliwiła japońskiemu dowództwu przeprowadzanie treningów i szkolenia niedoświadczonych pilotów pokładowych przed nadchodzącą bitwą powietrzno-morską. Gdy bowiem 14 maja USS „Bonefish” (SS-223) zatopił niszczyciel „Inazuma”, a następnie „Harder” przypuścił niszczycielski atak na „Minazuki”, „Hayanami” i „Tanikaze”, japońskie dowództwo zrozumiało, że znajdujące się pod osłoną Tawi-Tawi lotniskowce są zbyt narażone na atak amerykańskich jednostek podwodnych. Niektórzy autorzy badający działalność „Hardera” przeciwstawiają się z jednej strony pojawiającym się twierdzeniom innych, jakoby to „Harder” w pojedynkę spowodował niezdecydowanie i niepewność admirała Ozawy w dniach poprzedzających bitwę na Morzu Filipińskim, przyznają jednak, iż Japończycy uważali, że w pobliżu Tawi-Tawi działa duża grupa amerykańskich okrętów podwodnych, oraz że udało im się zatopić kilka z nich, a oba te błędne japońskie założenia zostały spowodowane działalnością pojedynczego okrętu, którym był „Harder”.

#### Polowanie na statek niklowy
Po zakończeniu bitwy na Morzu Filipińskim, w czasie gdy toczyła się jeszcze bitwa o Saipan, admirał Ralph Christie zdecydował wysłać na ponowny trzytygodniowy patrol USS „Guitarro” (SS-363) w celu przechwycenia japońskiego statku, który raz na miesiąc przewoził nikiel z Pomalaa w Zatoce Bone. Był on jedynym źródłem zaopatrzenia Japonii w ten surowiec. 21 czerwca 1944 roku Christie osobiście poleciał w tym celu do Darwin, aby wbrew stanowisku admirała Lockwooda osobiście wziąć udział w patrolu. Na miejscu powziął jednak informację, że „Guitarro” ma problemy techniczne z silnikami, które wymagają natychmiastowej naprawy we Fremantle. Tego samego dnia do Darwin zawinął powracający ze swojego epickiego 5 patrolu USS „Harder”. Christie polecił więc Dealeyowi przygotować „Hardera” do natychmiastowego ponownego wyjścia w morze na patrol oznaczony nieoficjalnie „5B”, który załoga okrętu przyjęła chłodno i z zawodem. Po krótkim, choć bardzo wyczerpującym piątym patrolu, załoga „Hardera” miała nadzieję wypocząć w Perth, niestety „Harder” wpłynął po drodze do Darwin, w związku z czym to na nim spoczęło zadania natychmiastowego wyjścia w kolejny patrol, wraz z admirałem na pokładzie.
W drodze do Zatoki Bone, „Harder” otrzymał wiadomość z Ultry, że uszkodzony w bitwie na Morzu Filipińskim krążownik oraz dwa niszczyciele eskorty przetną jego trasę w pobliżu cieśniny Salajar na południe od Celebes. Dealey zajął więc pozycję oddaloną o 5 mil na wschód od cieśniny. 27 czerwca rano, spodziewając się japońskiego zespołu, Dealey zanurzył swój okręt, wkrótce potem – dokładnie zgodnie z informacjami Ultry, o 7:30 – wykonujący w okręcie obowiązki młodszego oficera adm. Christie dostrzegł przez peryskop japoński krążownik w odległości około 9000 jardów (8 200 metrów), na nieco innym niż spodziewany kursie. Mimo wydania rozkazu zmiany pozycji z maksymalną prędkością osiągalną przez okręt prędkością, „Harder” nie był w stanie zbliżyć się do japońskiego okrętu na odległość mniejszą niż 5600 jardów. Zespół przeciwnika zniknął z widoku amerykańskiego okrętu, według niektórych relacji adm. Christie zapytał Dealeya: Dlaczego nie pokazałeś im swojego kiosku, aby zwabić niszczyciele na siebie i zatopić je? Nieco później Dealey zapytał prywatnie admirała, czy ten poważnie pytał o zwabianie niszczycieli. Odpowiadając, admirał – który miał niezachwianą wiarę w Dealeya – stwierdził: Sam, to Ty jesteś zabójcą niszczycieli. Christie wyjaśniał później na lądzie – to nie była ani krytyka, ani sugestia... Biorąc pod uwagę to, co myśleliśmy o Samie i „Harderze”, ryzyko nie było wielkie.

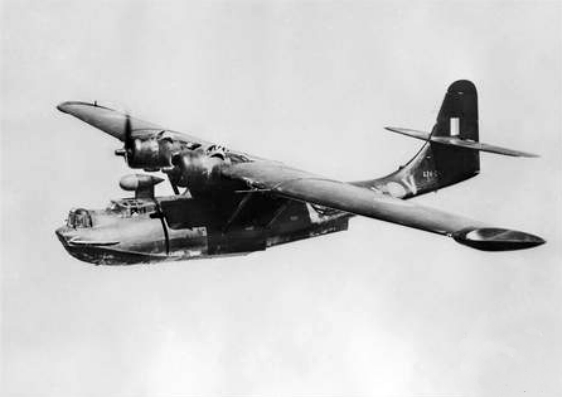
RAAF Consolidated PBY Catalina

Po niepowodzeniu operacji przeciw japońskiemu krążownikowi, załoga okrętu powróciła do głównego zadania w postaci polowania na japoński statek przewożący nikiel. Według relacji admirała Christie, z pokładu „Hardera” mógł zaobserwować oświetlony japoński statek podczas nocnego załadunku w porcie, jednak z powodu oddzielającego go od „Hardera” falochronu, amerykański okręt podwodny był bezsilny. Dealey postanowił wobec tego opuścić rejon, płynąc w kierunku cieśniny Salajar i czekać, aż japońska jednostka wypłynie. Około 7:15 rano 30 czerwca z peryskopu „Hardera” dostrzeżono statek płynący przez cieśninę w kierunku wschodnim. Dealey i Christie doszli do wspólnego wniosku, że jednostka (uznana za mały frachtowiec lub trawler rybacki) jest zbyt mała, aby poświęcać jej torpedy, warto jednak zaatakować ją przy pomocy działa. Gdy jednak okręt wynurzył się i zbliżał do statku z prędkością 17 węzłów, obserwator na mostku dostrzegł nieprzyjacielski samolot, co zmusiło okręt podwodny do zanurzenia na 24 minuty. Po wynurzeniu, gdy Dealey zbliżył się do ściganego okrętu, dostrzegł tym razem dwie jednostki. Ścigana, mniejsza z nich, okazała się być małym eskortowcem, druga zaś ich głównym celem – „Nickel Ship”, obie płynęły w kierunku zachodnim. Na niebie ponownie jednak pojawiły się dwa samoloty, które dostrzegły „Hardera” i zwróciły się w jego kierunku. Dealey zanurzył swój okręt, wkrótce zaś samoloty zrzuciły trzy bomby. Niespodziewanie członkowie z załogi z przedniej części okrętu zgłosili, że po pokładzie przetacza się jakiś ciężki przedmiot. Spowodowało to nerwową atmosferę w okręcie, wywołaną obawą, iż jest to jedna ze zrzuconych przez japońskie samoloty bomb, która nie eksplodowała. Jednak po serii gwałtownych manewrów okrętu odgłosy przetaczania ustały. Do akcji przeciw amerykańskiemu okrętowi włączył się tymczasem okręt eskortowy, zrzucone jednak przez niego bomby głębinowe eksplodowały w bezpiecznej odległości. Dealey nie postrzegał tego jednak jako rzeczywisty atak, lecz jako próbę uniemożliwiania mu ataku na jednostkę niklową. Taktyka ta okazała się na tyle skuteczna, że eskortowiec i samoloty utrzymywały „Hardera” w zanurzeniu przez cały dzień, gdy tymczasem statek oddalił się. Dealey był wściekły na samego siebie, uznał bowiem, że „Harder” mógł z łatwością wymanewrować małego eskortowca i przystąpić do ataku na swój cel. Jak napisał później Christie, był to jeden z bardzo rzadkich przypadków, kiedy Dealey dał się zrobić w durnia. Oba ataki, do których dane dostarczyła Ultra, zakończyły się niepowodzeniem i „Harder” odpłynął do Darwin. W nocy 1 lipca, gdy „Harder” płynął na powierzchni, niebo rozświetliło się niespodziewanie jak za dnia. Oficer obserwujący na mostku wydał rozkaz natychmiastowego zanurzenia awaryjnego okrętu. Okazało się, że należąca do australijskich sił powietrznych Consolidated Catalina uchwyciła amerykański okręt podwodny na radarze i zrzuciła na niego flarę magnezową, w celu upewnienia się co do tożsamości swojego celu. Australijski samolot nie zrzucił na „Hardera” bomby, jednak ponownie wściekły Sam Dealey utrzymywał okręt w zanurzeniu przez następne cztery godziny. Pozostała część podróży przebiegła bez incydentów i 3 lipca 1944 roku USS „Harder” ostatecznie zakończył swój przedłużony piąty patrol w Darwin.

### Christie i Lockwood

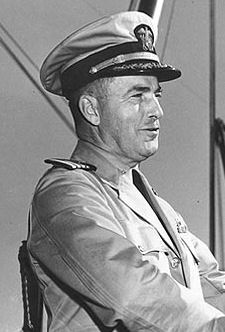
Admirał Ralph Christie

Wojaż admirała Christie z „Harderem” miał swoje konsekwencje o charakterze politycznym i personalnym w dowództwie amerykańskiej floty podwodnej. Dowodzący częścią sił podwodnych, które operowały z Australii, admirał Christie, nie pozostawał w dobrych stosunkach z dowodzącym z Pearl Harbor całością amerykańskiej floty podwodnej Floty Pacyfiku admirałem Charlesem Lockwoodem. W rzeczywistości w chwili powrotu „Hardera” z piątego patrolu Christie i Lockwood nie rozmawiali ze sobą twarzą w twarz już od 16 miesięcy. Po raz ostatni admirałowie spotkali się w lutym 1943 roku w Pearl Harbor, gdy adm. Lockwood przyleciał z Fremantle, aby zastąpić poległego w katastrofie lotniczej admirała Boba Englisha, adm. Christie zaś był w drodze do Fremantle, aby zastąpić tam Lockwooda. Obu admirałów dzieliło wiele kwestii ze spojrzeniem na problem niedziałających torped na czele. Idea ich spotkania wyszła od dowódcy Floty Pacyfiku admirała Chestera Nimitza, który wierzył, że dzięki temu spotkaniu „dwie drogi do Tokio” mogą się połączyć.

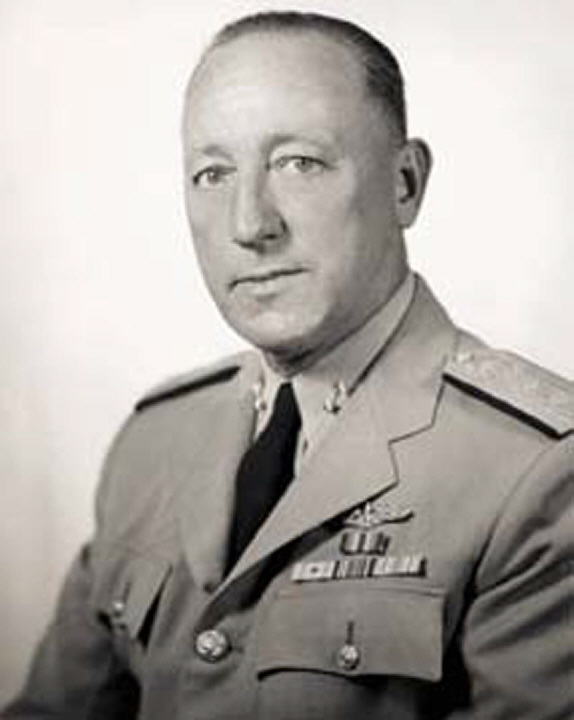
Admirał Charles Lockwood

Po krótkotrwałych targach dotyczących miejsca spotkania, osiągnięto kompromis, ustalając, iż spotkanie odbędzie się w australijskim Brisbane. Podczas gdy admirał Christie przebywał na patrolu z „Harderem”, jego sztab przygotowywał szczegóły spotkania, do którego doszło 5 lipca 1944 roku. Konferencja zajmowała się sprawami technicznymi, rejonami wymiany okrętów, w tym przejmowania dowództwa nad okrętami przechodzącymi z Australii na Hawaje i w odwrotnym kierunku, rotacją okrętów przechodzących remonty, częstotliwościami radiowymi, odznaczeniami bojowymi, częściami zamiennymi oraz oficerami i innymi członkami floty podwodnej. Zakończyła się jednak zgrzytem spowodowanym różnicami w poczuciu humoru obu admirałów. Pewne zbliżenie możliwe było dzięki ostatniemu znakomitemu patrolowi USS „Harder”, jednak niektórzy członkowie sztabu admirała Lockwooda uważali, że rejs Christiego podczas patrolu 5B był chwytem reklamowym, który niepotrzebnie nadwerężył Dealeya i jego załogę. Sam Christie uważał, że admirał Lockwood ze swoim sztabem jest nieco zazdrosny, gdyż on sam odbył już dwa krótkie patrole, podczas gdy admirał Charles Lockwood na skutek zakazu bezpośrednio od adm. Nimitza nie miał dotąd takiej możliwości. Udział admirała Christie w patrolu 5B znalazł swoje dalsze reperkusje w krytyce admirała ze strony Lockwooda dwa miesiące później.

### Ostatni patrol
Już w trakcie powrotu „Hardera” z patrolu 5B, admirał Christie zaproponował Dealeyowi prywatną wizytę w rezydencji admirała w Bend of the Road niedaleko Fremantle, gdzie Samuel Dealy miałby się zastanowić nad dalszymi poczynaniami. Admirał chciał bowiem odesłać Dealeya do Ameryki, gdzie miałby odbyć urlop, po czym przejąć jeden z nowo budowanych okrętów podwodnych. W Bend of the Road Christie uległ jednak Dealeyowi, który chciał, aby Frank Lynch odpoczął po powrocie z patrolu 5B, zanim obejmie dowództwo „Hardera”. Wraz z nim z pokładu „Hardera” zejść miało 18 członków załogi. Zmęczony po patrolu Lynch musiałby więc nie tylko dźwigać stres dowodzenia swoim pierwszym w karierze okrętem, lecz także szkolić nowych, niedoświadczonych załogantów. Samuel Dealey zaproponował więc admirałowi, że podczas gdy on osobiście poprowadzi okręt na 6 patrol, Frank Lunch będzie mógł odpocząć w Perth, a po zakończeniu patrolu przekaże Lynchowi dowództwo i sam uda się na urlop. Admirał Christie, który miał słabość do swojego najlepszego dowódcy, uległ jego prośbie.

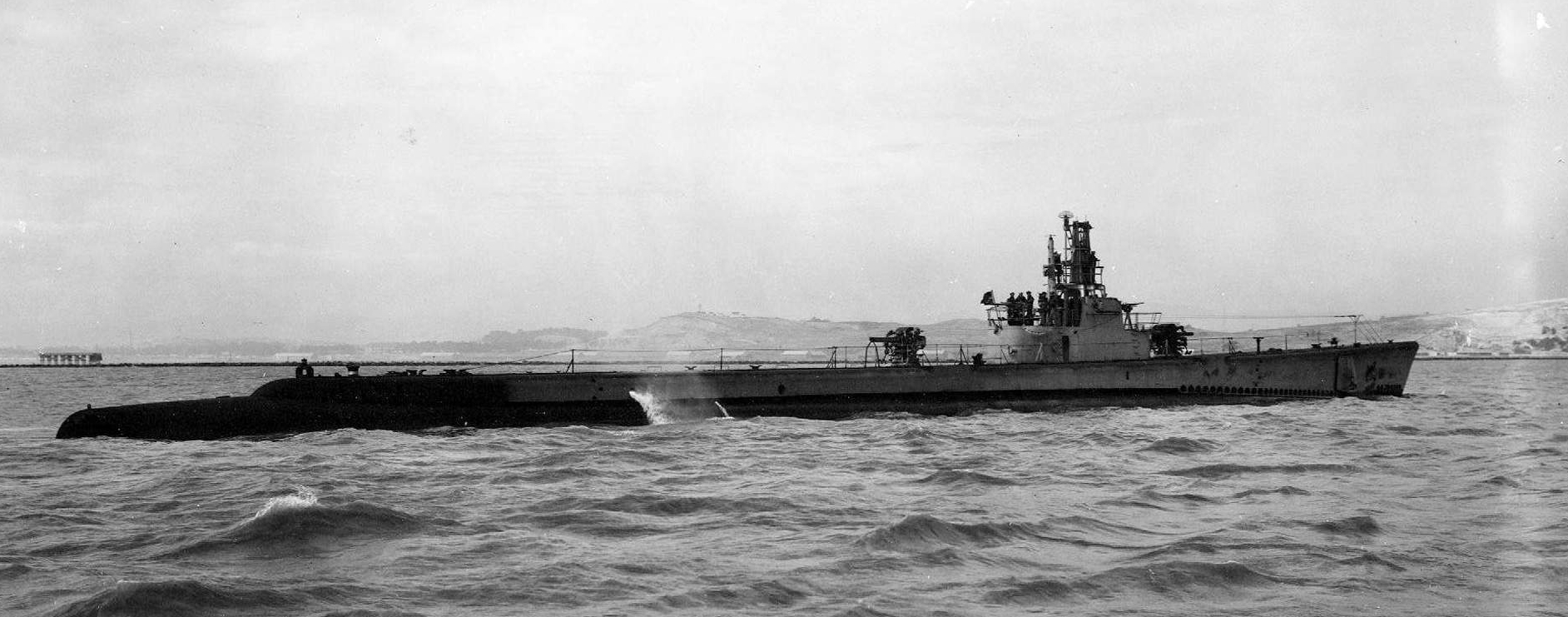
USS „Hake” (SS-256)

Dla samego Dealeya szósty patrol miał być szczególny. Nie tylko po raz pierwszy miał poprowadzić „Hardera” bez wsparcia Franka Lyncha, po raz pierwszy też kierować miał „grupą skoordynowanego ataku”. W skład wilczego stada, obok „Hardera”, wchodzić miały także USS „Hake” (SS-256) pod dowództwem Lt.Cdr. Franka Haylora oraz dowodzony przez Lt.Cdr. Chestera „Chet” Nimitza, Juniora USS „Haddo” (SS-255). Wszystkie trzy okręty były prawdziwymi bliźniakami – spoczywały nawet obok siebie na pochylaniach budującej je stoczni Electric Boat, daty zaś ukończenia pierwszego i ostatniego z nich dzieliły zaledwie dwa miesiące.
W maju 1944 roku więcej amerykańskich okrętów podwodnych zostało przydzielonych do „wilczych stad”, niż prowadziło samotne patrole. Wzrost znaczenia znanych w oficjalnej nomenklaturze jako grupy skoordynowanych poszukiwań i ataków (Coordinated Search and Attack Groups) „wilczych stad” związany był ze zmianą japońskiej taktyki. Początkowo dowództwo japońskie zakładało, że amerykańskie okręty podwodne, zgodnie z istotą koncepcji fleet submarines, skupią się na atakowaniu okrętów, jednak niezwykle ciężkie straty zadane japońskiej flocie handlowej przez amerykańskie jednostki podwodne zmusiły Japonię do zastosowania środków zaradczych. W sierpniu 1943 roku dowództwo japońskie wydało rozkaz, zgodnie z którym każdy statek transportowy musiał być eskortowany. Od listopada tego samego roku Japonia rozpoczęła implementację systemu konwojów, wstrzymując ruch statków w celu zbierania ich we wspólnie podróżujące grupy. Konwoje nie liczyły wprawdzie zwykle więcej niż sześć do ośmiu statków, jednak stanowiło to większą liczbę niż możliwa do zwalczania przez samotny okręt podwodny. Konwoje zwykle rozpraszały się po pierwszym ataku torpedowym, utrudniając tym samym pojedynczemu okrętowi podwodnemu maksymalizację zadawanych przeciwnikowi strat. Zgrupowanie statków w konwoje oznaczało także konieczność radzenia sobie z większymi siłami przeznaczonych do działań przecipodwodnych okrętów eskorty.

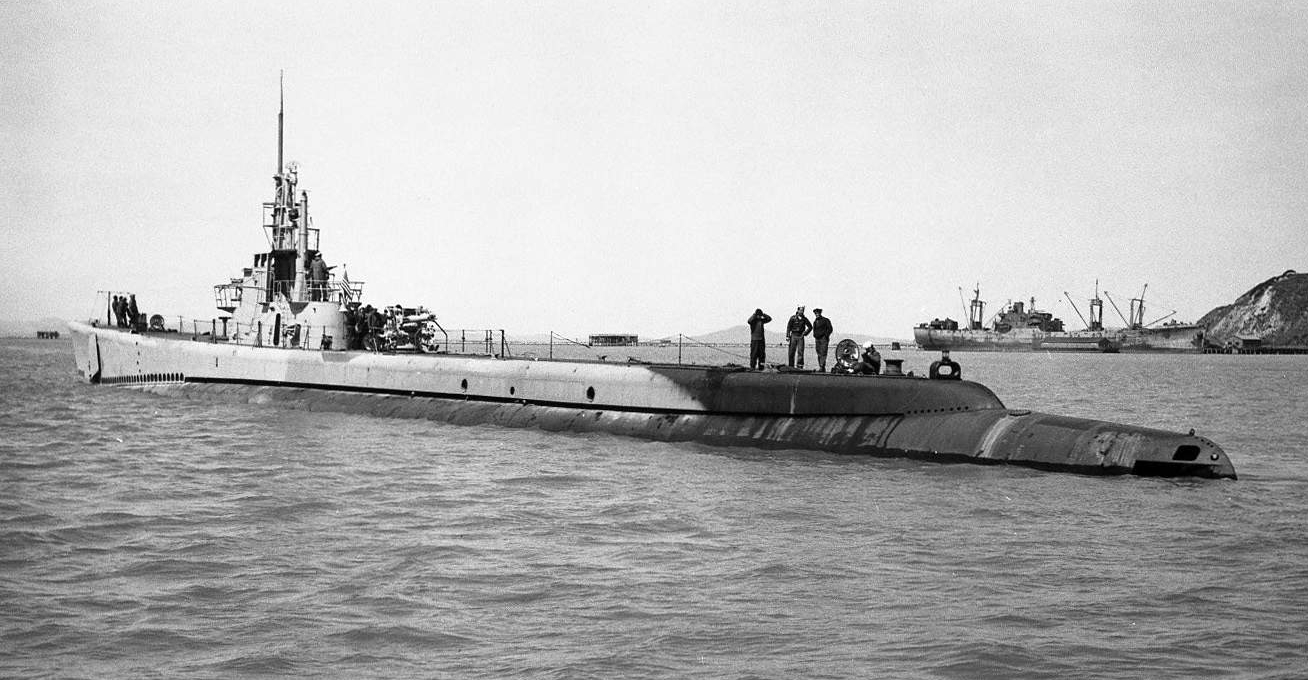
USS „Haddo” (SS-255)

Dowódcy amerykańscy – admirałowie Lockwood w Pearl Harbor i Christie we Fremantle – w grupach skoordynowanego ataku upatrywali więc sposobu na objęcie atakiem większego obszaru oraz na niedopuszczenie do koncentracji japońskich jednostek eskorty na jednym okręcie. Admirał Christie wysłał pierwsze prawidłowe amerykańskie wilcze stado z Fremantle w czerwcu 1944 roku. Między lipcem tego roku a końcem wojny blisko połowa patroli przeprowadzanych z Fremantle oraz z Pearl Harbor była częścią „wilczych stad”.
Mimo nie najlepszych wrażeń wyniesionych z pierwszego działania „Hardera” w ramach wilczego stada, perspektywa udziału w kolejnym w charakterze koordynatora przypadła do gustu Samuelowi Dealeyowi. Zwłaszcza iż w międzyczasie znacząco zmieniła się sytuacja amerykańskich „wilczych stad”. W połowie 1944 roku na okrętach podwodnych rozpoczęto instalować działające na falach UKF radiotelefony, które pokonać miały istniejące poprzednio bariery komunikacyjne.

#### Wilcze stado
5 sierpnia 1944 roku o pierwszej po południu „Harder” odbił od nabrzeża we Fremantle. Obserwujący ten moment Frank Lynch napisał później: „nigdy wcześniej nie czułem się tak przybity jak wówczas, gdy patrzyłem na znikający okręt, który od swojego przyjęcia do służby nie ruszył się beze mnie nawet o stopę. Czułem się, jakbym był uwięziony na bezludnej wyspie.” Bez Lyncha, na pokładzie „Hardera” opuściło Fremantle jedenastu marynarzy, którzy byli członkami jego załogi od momentu wejścia okrętu do służby. Wśród nich byli Samuel Dealey i Samuel Logan, którzy zastąpił Lyncha na stanowisku zastępcy dowódcy okrętu. Dodatkowo, z okrętem wypłynęło 11 kolejnych członków załogi, którzy odbyli z nim wszystkie patrole oprócz pierwszego. Członkami załogi w szóstym rejsie było z drugiej strony 17 osób, którzy wypłynęli po raz pierwszy z „Harderem”, w tym 12 osób, dla których był to pierwszy patrol bojowy w ogóle.

##### Konwój HI-71
„Harder” Dealeya i Hake” Haylora opuściły Fremantle 5 sierpnia, „Haddo” zaś pod dowództwem Nimitza wypłynął trzy dni później. Wszystkie okręty miały się spotkać razem niedaleko Zatoki Subic na zachodnim wybrzeżu Luzonu, po czym miały się skoncentrować na żegludze na południe od Cieśniny Luzon. Krótko przed wypłynięciem trzech okrętów z Australii, patrolujący na południowy zachód od Borneo USS „Ray” (SS-271) pod dowództwem Billa Kinsella otrzymał zakodowaną informację z Ultry o dużym konwoju zmierzającym w kierunku północnym, z zadaniem przechwycenia go. „Ray” który miał za sobą intensywny patrol, odpalił dotąd 22 torpedy, którymi zaatakował jeden tankowiec „Janbi Maru” o pojemności 5250 ton, zanim zdołał zatopić trudny z reguły do zatopienia zbiornikowiec. Amerykański okręt podwodny miał więc pod pokładem jedynie cztery torpedy, co zmusiło go do wezwania pomocy. W międzyczasie śledził konwój do zachodniego wybrzeża Boreno, minął wejście do Cieśniny Balabac, docierając na północ od Mindoro, gdzie obserwował konwój w Zatoce Paluan. Pierwsi na wezwanie odpowiedzieli dowódcy „Hardera” i „Haddo”, którzy dołączyli do „Raya” wieczorem 20 sierpnia. Wkrótce dołączył też jednak USS „Guitarro” (SS-363) pod dowództwem Enrique Haskinsa oraz USS „Raton” (SS-270) dowodzony przez Mike’a Shea. Grupa pięciu okrętów podwodnych oczekiwała na konwój znajdujący się wewnątrz portu, tymczasem Samuel Dealey, kierujący działaniem stada, rozmieszczał jednostki, szykując grupę do ataku.
Konwój pojawił się o 5:45 następnego ranka. W najdogodniejszej pozycji do ataku znalazł się „Ray”, który wystrzelił swoje ostatnie cztery torpedy w kierunku transportowca „Taketayo Maru” o pojemności 7000 ton, zatapiając go natychmiast. „Ray” tymczasem, który pozbył się swoich ostatnich torped, zwiększył głębokość i wycofał się ze stada, obierając kurs na Fremantle. Atak okrętu dowodzonego przez Kinsella, wywołał gwałtowny kontratak ze strony eskorty konwoju. Jak relacjonował dowodzący „Haddo” Chester Nimitz:

Ze wszystkich stron nastąpił atak bombami głębinowymi, który trwał nieprzerwanie do godziny 6:16. Nigdy nie słyszałem takiego łoskotu, ani też nigdy nie wierzyłem że cała japońska flota jest w stanie zrzucić w takim tempie tak wiele ładunków głębinowych... Zmuszony byłem krzyczeć aby mnie słyszano w centrali „Haddo”.

Kiedy „Ray” zatopił swój statek, inne jednostki skręciły, przez co ustawiły się doskonale dla strzału „Haddo”, który wystrzelił 6 torped z wyrzutni dziobowych, zatapiając dwa duże transportowce „Kinryo Maru” (4400 ton) oraz „Norfolk Maru” (6600 ton). Do ataku przystąpił też „Guitarro” który zatopił mierzący 4400 ton pojemności transportowiec „Naniva Maru”. Zarówno jednak Dealey’owi na „Harderze”, jak i Shea na „Ratonie”, nie udało się osiągnąć dobrych pozycji do ataku. Po zakończeniu tej akcji „Guitarro” i „Raton” opuściły wilcze stado Dealeya i popłynęły na południe na Morze Sulu.

##### Matsuwa i Hiburi

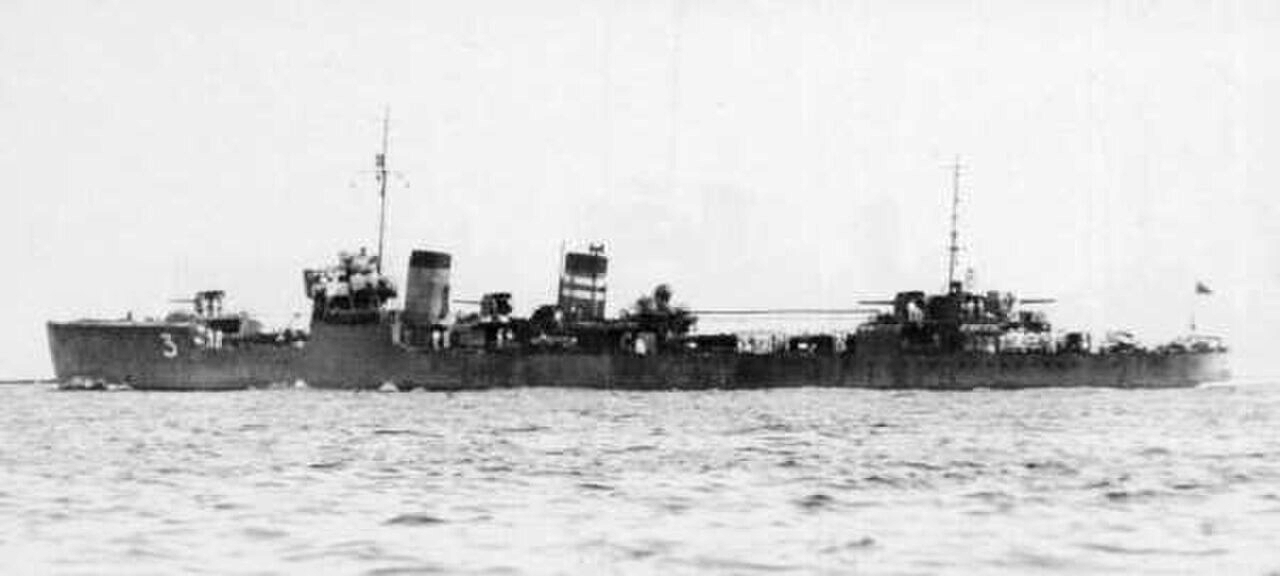
Niszczyciel „Asakaze”

Dealey i Nimitz popłynęli natomiast na północ ku wejściu do Zatoki Manilskiej, dokąd przybyli 21 sierpnia. Krótko po północy uchwycili małe echo radarowe. Nimitz wysłał na „Hardera” wiadomość, że cele są prawdopodobnie zbyt małe, aby opłacało się nimi zajmować. Opinii tej nie podzielił jednak Dealey – cele stanowiły trzy 900-tonowe fregaty z eskorty konwoju HI-71. Dowódca „Hardera” zarządził więc atak. Około godziny 4 nad ranem „Harder” wystrzelił z wyrzutni dziobowych salwę dwóch torped, które zatrzymały fregaty „Matsuwa” i „Hiburi”, „Haddo” zatrzymał natomiast trzecią korwetę „Sado”. O brzasku „Harder” ponownie zaatakował „Matsuwę”, zatapiając ją, „Haddo” zaś ponownie wystrzelił do „Sado” i zatopił ją, nie trafił jednak w „Hiburi”, wobec czego swój atak na ten okręt ponowił Dealey i ostatecznie go zatopił. Obydwa okręty popłynęły później dalej na północ wzdłuż wybrzeża Luzonu, mając w planie spotkanie z trzecim okrętem paku USS „Hake”, który nie wziął dotąd udziału w akcji. Tej samej nocy „Haddo” uchwycił na radarze niszczyciel i rozpoczął atak. Z japońskiego okrętu dostrzeżono jednak jednostkę przeciwnika, a kontratak zmusił Nimitza do wystrzelenia czterech torped równolegle, wprost w dziób jednostki cesarskiej, toteż wystrzelone pociski kolejno minęły się z celem. Nad ranem „Haddo” natknął się na eskortowany przez inny niszczyciel tankowiec, a cztery wystrzelone o godzinie 7:00 torpedy urwały dziób niszczyciela „Asakaze”. W rakach przedziałów torpedowych „Haddo” znajdowała się już jedynie jedna torpeda, która wystrzelona w celu dobicia niszczyciela, skręciła w lewo i minęła się z celem. O 8:30 Nimitz wysłał pilną wiadomość do wszystkich amerykańskich okrętów podwodnych w pobliżu, z opisem sytuacji i wezwaniem do pomocy. Nimitz uchwycił też wiadomość radiową z trafionego niszczyciela, wkrótce potem na arenę działań przypłynęły dwa trałowce i kolejny niszczyciel, które rozpoczęły holowanie trafionej jednostki do zatoki Dasol. Około godziny 7 wieczorem „Haddo” wysłał kolejną wiadomość, na którą odpowiedziały tym razem „Hake” i „Harder”

#### Ostatni atak
O 10:30 wieczorem „Haddo” spotkał się w morzu z „Harderem”. Podczas spotkania Nimitz przekazał Dealeyowi szczegółową relację z zajścia, oraz z tego że jak sądził Nimitz, uszkodzony „Asakaze” został odholowany. Do tego czasu Nimitz otrzymał rozkaz udania się do wysuniętej amerykańskiej bazy w Mios Woendi na wyspie Biak w Nowej Gwinei w celu pobrania nowego zapasu torped. Wkrótce więc „Haddo” opuścił stado. Baza ta z okrętem-bazą okrętów podwodnych znajdowała się ponad 1000 mil morskich od miejsca zdarzenia, wciąż jednak bliżej niż Fremantle czy Darwin, toteż rejs do niej zajął Nimitzowi cały tydzień.
Pod nieobecność „Haddo”, 23 sierpnia „Harder” i „Hake” spotkały się w morzu. Za pomocą megafonu dowódcy planowali ostateczne unicestwienie uszkodzonego przez „Haddo” niszczyciela. Plan zakładał, że ostateczny akt jego zatopienia przypadnie następnego ranka w udziale „Hake’owi”, podczas gdy „Harder” miał pilnować wejścia do zatoki. Żaden z umawiających się dowódców – Dealey i Frank Haylor – nie zdawał sobie jednak sprawy z tego, że po pierwsze niszczyciel „Asakaze” zatonął podczas holowania 20 mil od przylądka Bolinao, po drugie zaś, że jego dowódca przed opuszczeniem okrętu wraz z załogą i przejściem na pokład tankowca „Niyo Maru”, wezwał pomoc w postaci patrolowca Nr 102 oraz eskortowca CD-22.

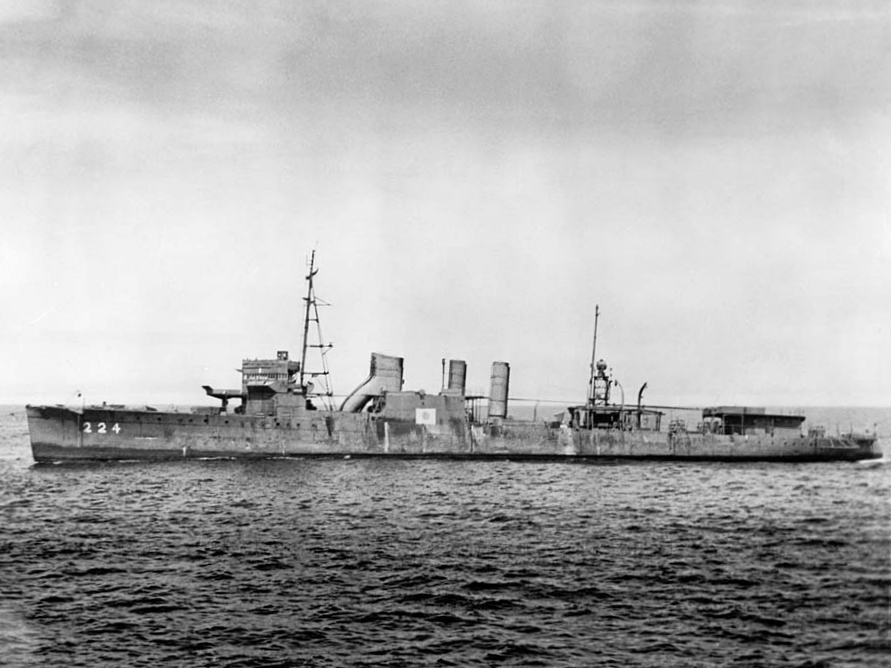
Okręt patrolowy nr 102, ex USS „Stewart” (DD-224)

24 sierpnia o godzinie 4:53 rano „Hake” zanurzył się w okolicy Caiman Point, „Harder” znajdował się w tym czasie około 4 kilometrów na południe. O 5:32 Haylor wykrył sonarem szum śrub pochodzący od dwóch jednostek nawodnych – niszczyciela i trawlera. Błędnie jednak zidentyfikowano niszczyciel jako tajlandzki Phra Ruang. W rzeczywistości był to patrolowiec Nr 102 – amerykański niszczyciel typu Clemson USS „Stewart” (DD-224) zdobyty przez Japończyków w 1942 roku w suchym doku w Surabai, gdzie przebywał w celu naprawy uszkodzeń odniesionych podczas bitwy w cieśninie Badung. Naprawiony przez Japończyków, w 1943 roku został włączony w skład japońskiej floty jako okręt patrolowy pod numerem 102.
Gdy jednak „Hake” przygotowywał się do ataku, jednostka zrobiła zwrot i skierowała się z powrotem do wnętrza zatoki. Tymczasem trawler kontynuował przeszukiwanie obszaru przy pomocy swojego sonaru aktywnego, Haylor natomiast uznał, że aktualna sytuacja taktyczna nie jest korzystna. „Hake” przerwał więc atak i rozpoczął manewrowanie w celu uniknięcia ataku japońskiego okrętu. Wypierający 650 ton CD-22 był relatywnie nowym okrętem ukończonym w lipcu 1942 roku. Mimo że japoński kręt został początkowo oznaczony jako trawler, jego wyposażenie przeciwminowe zostało zdjęte w 1944 roku, a jego zasięg został dwukrotnie zwiększony do 4000 mil morskich. Uzbrojony w 36 bomb głębinowych okręt stanowił efektywny oręż eskortowy. Po ataku „Haddo” na „Asakaze”, wraz z Nr 102 okręt wyszedł z Cavite w Zatoce Manilskiej w celu zwalczania amerykańskich okrętów w rejonie ich aktualnych operacji.
O godzinie 6:47 zaobserwowano nad powierzchnią peryskop „Hardera” około 700 metrów przed dziobem „Hake’a”. Wkrótce po godzinie 7 rano, „Hake” wykrył szum śrub w okolicy okrętu Dealeya, który znajdował się między „Hake’m” a okrętem nawodnym. Załoga okrętu była przekonana, że japoński okręt wykrył jednocześnie dwa zanurzone amerykańskie okręty podwodne. Wedle niektórych jednak opinii, Dealey celowo wszedł między „Hake’a” a nieprzyjacielski okręt, aby zwrócić na siebie uwagę japońskiego dowódcy – chroniąc w ten sposób swojego towarzysza. Dealey jako dowódca wilczego stada mógł czuć się odpowiedzialny za los towarzyszącego mu okrętu, gdyż to jego osobiste rozkazy spowodowały, że „Hake” znalazł się w tym miejscu. Dealey był rzeczywiście zdolny do aktu poświęcenia, jakim były jego manewry. Należy jednak zauważyć, że japońska jednostka była małym okrętem przeciwpodwodnym, Dealey natomiast kilkakrotnie już dotąd wychodził zwycięsko z pojedynków ze znacznie silniejszymi przeciwnikami. Z dwóch amerykańskich okrętów podwodnych to załoga „Hardera” była bardziej doświadczona i lepiej wytrenowana, okręt zaś lepiej wyposażony do stawienia czoła temu konkretnemu przeciwnikowi.
Jakiekolwiek były motywy Dealeya, „Harder” manewrował między dwiema wrogimi jednostkami, w rezultacie czego japoński dowódca obrał ten okręt za swój cel, nie zaś „Hake’a”. W „Hake’u” wyraźnie słyszalny był silny nieprzerwany sygnał pochodzący z odbijających się od kadłuba wiązek akustycznych japońskiego sonaru. Według późniejszego raportu, dowodzący „Hake’m” Frank Haylor domyślał się, że japoński dowódca wykrył obie zanurzone jednostki i nie mógł zdecydować się, którą z nich zaatakować. Spodziewał się bowiem dotąd jednego wrogiego okrętu podwodnego, gdy tymczasem musiał mieć wyraźne echo akustyczne dwóch jednostek. Haylor dostrzegł przez peryskop okręt w odległości około 2000 metrów, zwiększył więc głębokość zanurzenia własnej jednostki i wydał rozkaz przejścia okrętu w tryb cichego pływania. Według późniejszej opinii admirała Lockwooda, gdy „Hake” dostrzegł peryskop „Hardera”, Dealey wyrównywał właśnie okręt w celu oddania strzałów down-the-throat w kierunku nacierającego trawlera. Mimo że w „Hake’u” nie słyszano żadnych odgłosów strzelania torpedowego, japońskie raporty stwierdzają, że „Harder” wystrzelił 3 torpedy w kierunku CD-22, wciąż obserwując go za pomocą peryskopu, co było standardową taktyką Dealeya, dzięki której zatopił wcześniej dwa niszczyciele. Tym razem jednak torpedy „Hardera”, płynąc prosto w dziób japońskiej jednostki, nie trafiły w płynący w jednej linii z nimi okręt nawodny o bardzo wąskim przekroju poprzecznym. Dwie torpedy minęły CD-22 po jego lewej stronie, trzecia zaś po jego sterburcie. Zgodnie z japońskim raportem, po uchyleniu się od torped CD-22 utrzymywał kontakt z „Harderem” za pomocą swojego sonaru Typu 3, dopłynął nad pozycję „Hardera” i ze swoich wyrzutni typu 94DC, zrzucił 12 do 15 – w zależności od źródła – bomb głębinowych, z których każda ustawiona była na eksplozję na większej głębokości od bomby ją poprzedzającej. Według tego raportu, piąta salwa zatopiła USS „Harder” wraz z całą załogą. Z pokładu japońskiego okrętu dostrzeżono na powierzchni dużą ilość oleju napędowego, kawałków drewna, korka oraz innych szczątków.
O godzinie 7:28 w „Hake’u” usłyszano serię eksplozji, z których żadna nie mogła zagrozić okrętowi. „Hake” jednak pozostał w zanurzeniu przez cały dzień, wynurzył się dopiero o godzinie 20:10 i zgodnie z wcześniejszymi ustaleniami podjął próbę kontaktu z „Harderem”. Próba ta okazała się jednak bezowocna. Po bezskutecznych usiłowaniach nawiązania kontaktu przez następne 14 dni, Haylor nabrał podejrzeń, że „Harder” został zatopiony atakiem trałowca rankiem 24 sierpnia. 10 września „Hake” spotkał się w morzu z powracającym z bazy po uzupełnieniu zapasów „Haddo” Chestera Nimitza. Haylor żywił nadzieję, że być może „Harder” odniósł uszkodzenia i nie mogąc nawiązać łączności, został zmuszony do powrotu do Fremantle, zaś powracający stamtąd Nimitz przekaże mu wiadomość o dotarciu Dealeya do Australii. Jednak po przeprowadzonej za pomocą megafonów rozmowie obaj dowódcy doszli do wniosku, że okręt Dealeya należy uznać za stracony. Haylor przekazał więc do Fremantle wiadomość o utracie SS-257.

## Spekulacje dotyczące zatopienia okrętu
Zatopienie szanowanego „niezniszczalnego zabójcy niszczycieli” wywołało głęboki szok w całej amerykańskiej flocie podwodnej, któremu dorównywał jedynie szok po wcześniejszej śmierci „Musha” Mortona na „Wahoo”, a w obcych marynarkach Davida Wanklyna na brytyjskim „Upholderze” i Günthera Priena na niemieckim U-47. Dealeya otaczał bowiem nimb niezwyciężoności, który zaskarbił sobie swoimi atakami na japońskie niszczyciele i szesnastoma zatopionymi jednostkami nieprzyjaciela o łącznej pojemności 54 000 ton (w tym czterema niszczycielami i dwiema fregatami). O skali wstrząsu w amerykańskiej flocie świadczą powszechne wówczas wypowiedzi, jak opinia admirała Chrisie: „najbardziej tragiczna wiadomość, jaką mogliśmy otrzymać. Wierzyłem, że Sam Dealey jest niezniszczalny”. Jak wspominał jeden z oficerów USS „Jack” (SS-259): „wciąż pamiętam, jak stałem i jak czułem się, gdy usłyszałem tę wiadomość. To był największy szok wojny. Nie tylko straciłem przyjaciół i ludzi, których podziwiałem, lecz ofiarą Japończyków padł nasz najlepszy, najbardziej agresywny i o największej wartości bojowej okręt. Nie mogłem w to uwierzyć”. Podobne opinie były powszechne w marynarce, toteż USS „Harder” szybko stał się legendarny. Decydujące znaczenie miał przy tym słynny piąty patrol, podczas którego „Harder” z sukcesem przeprowadził tajną operację, której przeprowadzenie nie powiodło się wcześniej kilku innym okrętom, oraz zgłosił zatopienie pięciu niszczycieli. Według wielu bowiem był to „najwspanialszy patrol wojny”.
Wydawało się, że każdy w amerykańskiej flocie podwodnej ma własną teorię o tym, jak przeciwnikowi udało się zatopić „Hardera”, zwłaszcza po raporcie „Hake’a”, według którego okręt Dealeya został zatopiony przez skromny trawler. Przeciwnie do początkowych raportów na temat unicestwienia „Hardera”, niektóre późniejsze wypowiedzi sugerują, że „Harder” musiał stawić czoła większym siłom niż samotny CD-22. Według niektórych opinii na arenie wydarzeń pojawił się japoński samolot, który nie tylko oznaczył pozycję amerykańskiej jednostki za pomocy boi dymnych, lecz także zrzucił ładunki głębinowe w bezpośredniej bliskości okrętu. Według tej teorii, z peryskopem utkwionym w zbliżającym się okręcie nawodnym, przygotowujący się do ataku „Harder” z łatwością mógł przeoczyć nadlatujący samolot. Wprawdzie możliwe jest usłyszenie nisko przelatującego samolotu w znajdującym się na głębokości peryskopowej okręcie podwodnym, załoga „Hardera” mogła być zmylona kakofonią dźwięków.
Utrata „Hardera” spowodowała lawinę krytyki pod adresem admirała Christie, który nie tylko pozwolił Dealeyowi na odbycie szóstego patrolu, ale też przedłużył bardzo wyczerpujący dla załogi okrętu piąty patrol. Wielu krytyków admirała zwracało uwagę, że po piątym patrolu wyraźnie widoczne były objawy fizycznego i psychicznego zmęczenia Samuela Dealeya, co więcej zdawał sobie z tego sprawę sam admirał Christie.
Niektóre głosy winą za utratę „Hardera” obciążają samego Dealeya. Wskazuje się na to, że dowódca „Hardera” po wspaniałych zwycięstwach w starciu z niszczycielami stał się zbyt pewny siebie i nieostrożny. Podczas piątego patrolu Dealey miał jakoby źle oceniać japońskie działania przeciwpodwodne, którym zdaniem Dealeya brakować miało wytrwałości oraz koordynacji, a ich sposób działania pozwalał na łatwe wykonywanie uników. Według tych opinii Dealey stał się ofiarą własnego sukcesu, dla nabicia bowiem licznika zatopionego tonażu skłonny był wręcz do hazardu, w którym stawką było życie jego własne i załogi okrętu. Poddawał się niepisanej rywalizacji o wielkość zatopionego tonażu nieprzyjaciela między dowódcami amerykańskich okrętów podwodnych. W dodatku każdy kolejny patrol musiał być większym sukcesem od poprzedniego.
Brak było na pokładzie Franka Lyncha, który był dotąd prawą ręką Dealeya, a w składzie załogi znajdowało się za to 17 nowych członków, dla których był to pierwszy patrol bojowy w ogóle. Ludzie ci nie byli jeszcze zżyci okrętem i procedurami, tymczasem w razie ataku pod wodą najmniejszy błąd jednego z członków załogi może doprowadzić do zniszczenia całej jednostki. Na utratę „Hardera” wpływ być może miał także fakt, iż okręt nie przechodził remontu od pobytu w Mare Island po trzecim patrolu. Tymczasem w miarę pływania każdy okręt podwodny staje się głośniejszy. Kadłub i mechanizmy okrętu – jak pompy czy stery zanurzenia – poddawane ciśnieniu hydrostatycznemu oraz wstrząsom z pobliskich eksplozji ładunków głębinowych pracują coraz głośniej, co sprzyja wykryciu okrętu i uzyskaniu namiaru bojowego na niego. Tymczasem japońskie działania przeciwpodwodne były w miarę upływu czasu coraz skuteczniejsze. Jak twierdził Chester Nimitz Junior, japońskie jednostki ZOP były w stanie wykryć amerykańskie okręty ze znacznie większej odległości niż amerykańskie okręty, z którymi ćwiczyły „Harder”, „Haddo” i „Hake”, wychodząc na wspólny patrol.
Według niektórych opinii jednak, „Harderowi” zabrakło po prostu szczęścia, które towarzyszyło mu dotąd w poprzednich sytuacjach na granicy zatopienia. Najprawdopodobniej zatopienie SS-257 było skutkiem kombinacji wszystkich tych czynników.
US Navy nie ujawniła informacji o zatopieniu „Hardera” aż do 2 stycznia 1945 roku, dzień później informację tym opublikował „The New York Times”, informując także, że już przed utratą okrętu Samuel Dealey został rekomendowany do otrzymania Kongresowego Medalu Honoru.

## Podsumowanie
Podczas swej służby operacyjnej USS „Harder” (SS-2577) przeprowadził sześć patroli bojowych, z których ostatni zakończył się zatopieniem okrętu i śmiercią wszystkich 79 członków załogi biorących udział w tym rejsie.
| Zestawienie patroli bojowych | Zestawienie patroli bojowych | Zestawienie patroli bojowych | Zestawienie patroli bojowych | Zestawienie patroli bojowych | Zestawienie patroli bojowych | Zestawienie patroli bojowych | Zestawienie patroli bojowych |
| Patrol                       | Dowódca                      | Wyjście                      | Data                         | Czas                         | Zgłoszone                    | JANAC                        | Powrót                       |
| ---------------------------- | ---------------------------- | ---------------------------- | ---------------------------- | ---------------------------- | ---------------------------- | ---------------------------- | ---------------------------- |
| 1.                           | Samuel Dealey                | Pearl Harbor                 | 6 / 43                       | 33                           | 3 / 15 400                   | 1 / 7000                     | Pearl Harbor                 |
| 2.                           | Samuel Dealey                | Pearl Harbor                 | 8 / 43                       | 46                           | 4 / 25 300                   | 5 / 15 272                   | Pearl Harbor                 |
| 3.                           | Samuel Dealey                | Pearl Harbor                 | 10 / 43                      | 31                           | 5 / 24 800                   | 3 / 15 273                   | Pearl Harbor                 |
| 4.                           | Samuel Dealey                | Pearl Harbor                 | 3 / 44                       | 47                           | 2 / 5300                     | 2 / 9000                     | Fremantle                    |
| 5.                           | Samuel Dealey                | Fremantle                    | 5 / 44                       | 45                           | 5 / 8500                     | 3 / 6500                     | Fremantle                    |
| 6.                           | Samuel Dealey                | Fremantle                    | 8 / 44                       |                              | 1-½ / 3200                   | 2 / 1760                     | zatopiony 23 / 8 / 44        |

Ogólny bilans strat zadanych przeciwnikowi nie jest bezsporny i różni się w zależności od źródła. Według pierwszej uznanej oficjalnej listy SORG (Submarine Operations Research Group Attack Data), „Harder” zatopił 20,5 jednostki o pojemności 82 500 ton, ponadto uszkodził 5 jednostek o pojemności 29 000 ton. Według opracowania Aldena i McDonalda, „Harder” zatopił 18 jednostek i pojemności 56 367 ton, uszkodził zaś 5 o pojemności 13 746 ton. Oficjalna komisja JANAC uznała natomiast „Harderowi” zatopienie 16 jednostek o łącznej pojemności 54 002 ton. Opublikowana w 1947 roku ostatnia z tych list uznawana jest za najbardziej restrykcyjną ze wszystkich amerykańskich zestawień strat zadanych Japonii przez amerykańską marynarkę, często też poddawana jest krytyce z powodu niespójności i pozostawiania określonej wielkości japońskich strat bez wskazania ich sprawcy, zarzuca się jej także sporą liczbę błędów i omyłek. Nie bez wpływu na jej kształt pozostał być może fakt, że w składzie wspólnej komisji marynarki i armii badającej japońskie straty, nie było ani jednego przedstawiciela floty podwodnej. W latach 80. dwudziestego wieku została też nawet z tego powodu oficjalnie zastąpiona przez zestawienie oparte na raportach bojowych
| Zestawienie zatopień potwierdzonych przez JANAC | Zestawienie zatopień potwierdzonych przez JANAC | Zestawienie zatopień potwierdzonych przez JANAC | Zestawienie zatopień potwierdzonych przez JANAC | Zestawienie zatopień potwierdzonych przez JANAC | Zestawienie zatopień potwierdzonych przez JANAC |
| Data                                            | Nazwa jednostki                                 | Klasa                                           | Tonaż                                           | Pozycja                                         | Skutek                                          |
| ----------------------------------------------- | ----------------------------------------------- | ----------------------------------------------- | ----------------------------------------------- | ----------------------------------------------- | ----------------------------------------------- |
| 23.06.1943                                      | Sagara Maru                                     | ex-tender                                       | 7189                                            | 33-45N, 138-10E                                 | zatopiony                                       |
| 09.09.1943                                      | Koyo Maru                                       | transportowy                                    | 3010                                            | 35-20N, 140-40E                                 | zatopiony                                       |
| 11.09.1943                                      | Yoko Maru                                       | transportowy                                    | 1050                                            | 33-50N, 139-33E                                 | zatopiony                                       |
| 19.09.1943                                      | Kachisan Maru                                   | transportowy                                    | 814                                             | 33-30N, 135-40E                                 | zatopiony                                       |
| 23.09.1943                                      | Kowa Maru                                       | transportowy                                    | 4520                                            | 34-15N, 137-00E                                 | zatopiony                                       |
| 23.09.1943                                      | Daishin Maru                                    | tankowiec                                       | 5878                                            | 34-15N, 137-00E                                 | zatopiony                                       |
| 19.11.1943                                      | Udo Maru                                        | transportowy                                    | 3936                                            | 22-27N, 147-15E                                 | zatopiony                                       |
| 19.11.1943                                      | Hokko Maru                                      | transportowy                                    | 5385                                            | 22-27N, 147-15E                                 | zatopiony                                       |
| 20.11.1943                                      | Nikko Maru                                      | transportowy                                    | 5949                                            | 22-47N, 147-20E                                 | zatopiony                                       |
| 13.04.1944                                      | Ikazuchi                                        | niszczyciel                                     | 1950                                            | 10-13N, 143-51E                                 | zatopiony                                       |
| 17.04.1944                                      | Matsue Maru                                     | transportowy                                    | 7061                                            | 9-22N, 142-18E                                  | zatopiony                                       |
| 06.06.1944                                      | Minazuki                                        | niszczyciel                                     | 1500                                            | 4-05N, 119-30E                                  | zatopiony                                       |
| 07.06.1944                                      | Hayanami                                        | niszczyciel                                     | 2100                                            | 4-43N, 120-03E                                  | zatopiony                                       |
| 09.06.1944                                      | Tanikaze                                        | niszczyciel                                     | 1900                                            | 5-42N, 120-41E                                  | zatopiony                                       |
| 22.08.1944                                      | Matsuwa                                         | fregata                                         | 860                                             | 14-15N, 120-05E                                 | zatopiony                                       |
| 22.08.1944                                      | Hiburi                                          | fregata                                         | 900                                             | 14-15N, 120-05E                                 | zatopiony                                       |
| 16 jednostek                                    | 16 jednostek                                    | 16 jednostek                                    | 54 002 ton                                      | 54 002 ton                                      | 54 002 ton                                      |

## Medal Honoru
Po powrocie z 5 patrolu, „za nadzwyczajny heroizm w walce” na południowo-zachodnim Pacyfiku między 6 a 10 lipca 1944 roku, generał McArthur przyznał Samuelowi Dealeyowi Distinguished Service Cross – najwyższe odznaczenie armii amerykańskiej, ustępujące rangą jedynie Medalowi Honoru Kongresu. Sympatyzujący z Dealeyem admirał Christie czynił jednak wysiłki, aby dowódca USS „Harder” za swój piąty patrol mógł otrzymać sam Medal Honoru. Po zmianie na stanowisku dowódcy Siódmej Floty w listopadzie 1943 roku, w której wiceadmirał Thomas Kinkaid zastąpił wiceadmirała Artura Carpendera, idea przyznania Samuelowi Dealeyowi Medalu Honoru napotkała na poważne trudności.

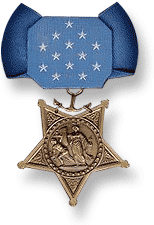
Medal Honoru US Navy

Dowódca floty generała MacArthura, adm. Kinkaid był przeciwnikiem przyznawania odznaczeń armii członkom marynarki wojennej, dodatkowo zaś wpływ na jego stanowisko miały osobiste animozje między nim a adm. Christie. Kinkaid zaopiniował negatywnie wniosek o Medal Honoru dla Dealeya, uzasadniając tym, iż dowódca SS-257 otrzymał już odznaczenie z armii za ten same dokonania. Reagując na sprzeciw Kinkaida wobec odznaczenia Dealeya, Christie zwrócił się z prośbą do generała MacArthura o rozważenie możliwości wycofania Distinguished Service Cross dla poległego dowódcy USS „Harder”, aby ten mógł otrzymać odznaczenie kongresu. Sprawa medalu dla Dealeya była kolejną, która pogłębiła animozje między admirałami Christie i Kinkaidem, które doprowadziły w końcu do pozbawienia admirała Christie dowództwa 30 grudnia 1944 roku i odesłania go do Waszyngtonu. Tam jednak Christie przestał być podwładnym admirała Kinkaida i był w stanie promować sprawę medalu, korzystając ze wsparcia ze strony generała MacArthura. 12 marca 1945 roku, w specjalnym liście gen. MacArthur poinformował Christie, że wysłał dokumenty niezbędne do przyznania Dealeyowi Medalu Honoru wraz z odpowiednią rekomendacją, dodając, że „jeśli Dealey nie zasługuje na Medal Honoru, to nikt nie zasługuje”. General zaznaczył także, że jest gotów wycofać Distinguished Service Cross armii, jeśli to odznaczenie miałoby stać na przeszkodzie uznaniu zasług Dealeya przez marynarkę i przyznaniu mu wyższego odznaczenia.
W 1945 roku, na ręce żony Edwiny, Samuel Dealey otrzymał pośmiertnie Medal Honoru:

Za wyróżniającą się waleczność i nieustraszoność, z narażeniem życia ponad i poza obowiązki dowódcy USS „Harder”,
podczas piątego patrolu wojennego na wodach kontrolowanych przez Japonię [...]

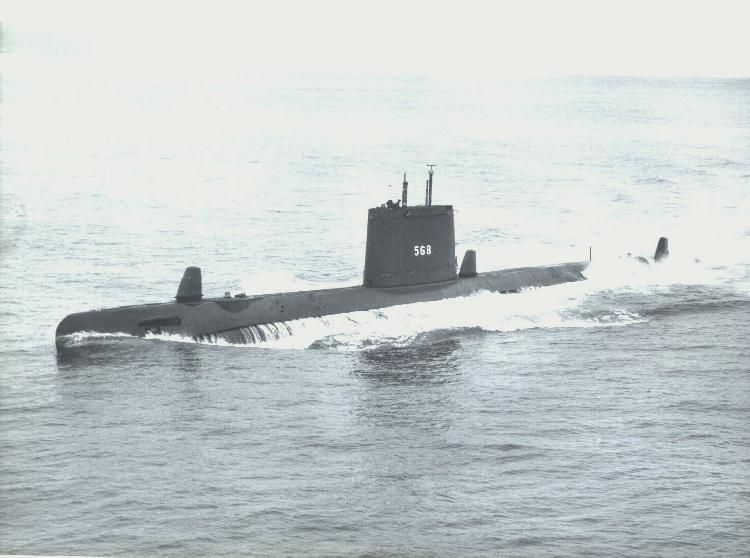
USS „Harder” (SS-568) typu Tang w 1968 roku

Samuel Dealey został czwartym marynarzem floty podwodnej podczas II wojny światowej wyróżnionym Kongresowym Medalem Honoru. Odznaczenie to zostało mu przyznane przede wszystkim dzięki naciskom admirała Christie. Był jednym z łącznie siedmiu marynarzy amerykańskiej floty podwodnej, którzy je otrzymali. Między nimi był tym, który zatopił największy japoński tonaż, jednym też z trzech, którzy otrzymali to wyróżnienie pośmiertnie. Dlatego w uznaniu jego heroizmu, obok Medalu Honoru, Dealey otrzymał także Srebrną Gwiazdę oraz Krzyż Marynarki Wojennej z trzema Gold Star. Do dziś uznawany jest za jednego z bohaterów United States Submarine Force, a jego imieniem zostało nazwanych wiele miejsc w Stanach Zjednoczonych, w tym w bazach amerykańskiej floty podwodnej. Jakby na przekór jego mianu „zabójcy niszczycieli”, nazwiskiem Dealeya ochrzczono amerykański niszczyciel eskortowy USS „Dealey” (DE-1006), okręt prototypowy całego typu niszczycieli o tej właśnie nazwie. Sam „Harder” został natomiast upamiętniony w nazwie USS „Harder” (SS-568) typu Tang, składającego się z okrętów nazwanych nazwami najbardziej zasłużonych amerykańskich okrętów podwodnych, które zostały zatopione podczas II wojny światowej.